# Bairro nobre

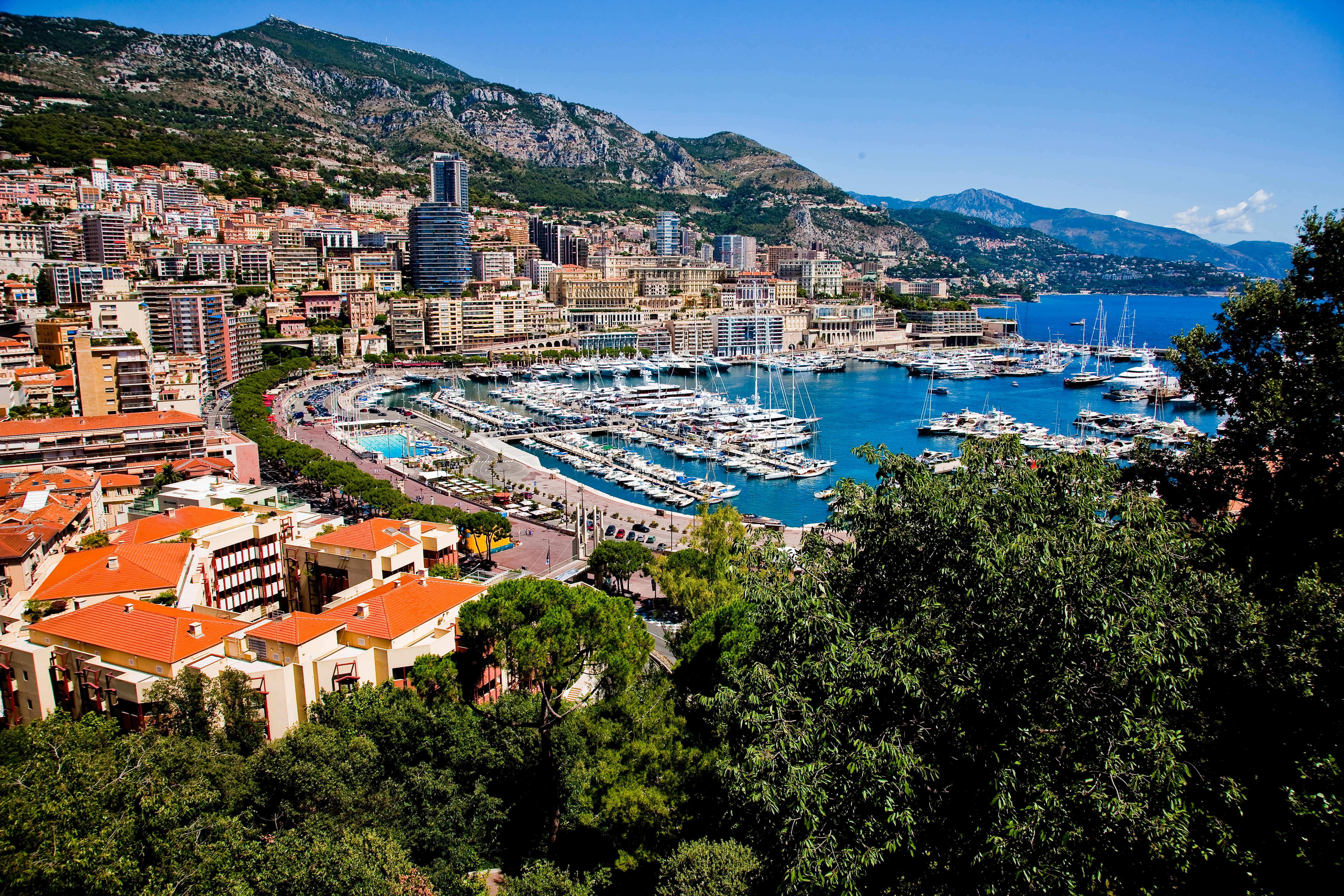
Monte Carlo (Mônaco), bairro mais caro do mundo, segundo o Global Property Guide.

Bairro nobre é a área de uma determinada cidade caracterizada pela presença de uma maioria de moradias de alto custo. Sua definição é subjetiva e, provavelmente, seus requisitos são reconhecidos de formas diferentes por um país ou região. Geralmente apresentam habitações de preços relativamente elevados, vistos pelo valor do metro quadrado.
Quando há uma contiguidade entre bairros de alta-renda ou pela concentração de imóveis de luxo em uma rua icônica, e devido a aspectos históricos, geográficos (altidude), urbanísticos (arborização), culturais, econômicos e arquitetônicos ocorre a formação de regiões não-oficiais, assim como: os Jardins, o Brooklin Novo e o Alto de Santana em São Paulo, o Barrio Norte em Buenos Aires, Argentina, o Triângulo de Platina em Los Angeles, Billionaire's Row, NYC, Billionaire's Row, Londres, Billionaire's Row, Hong Kong e Billionaire's Row, Mumbai.

## Denominação

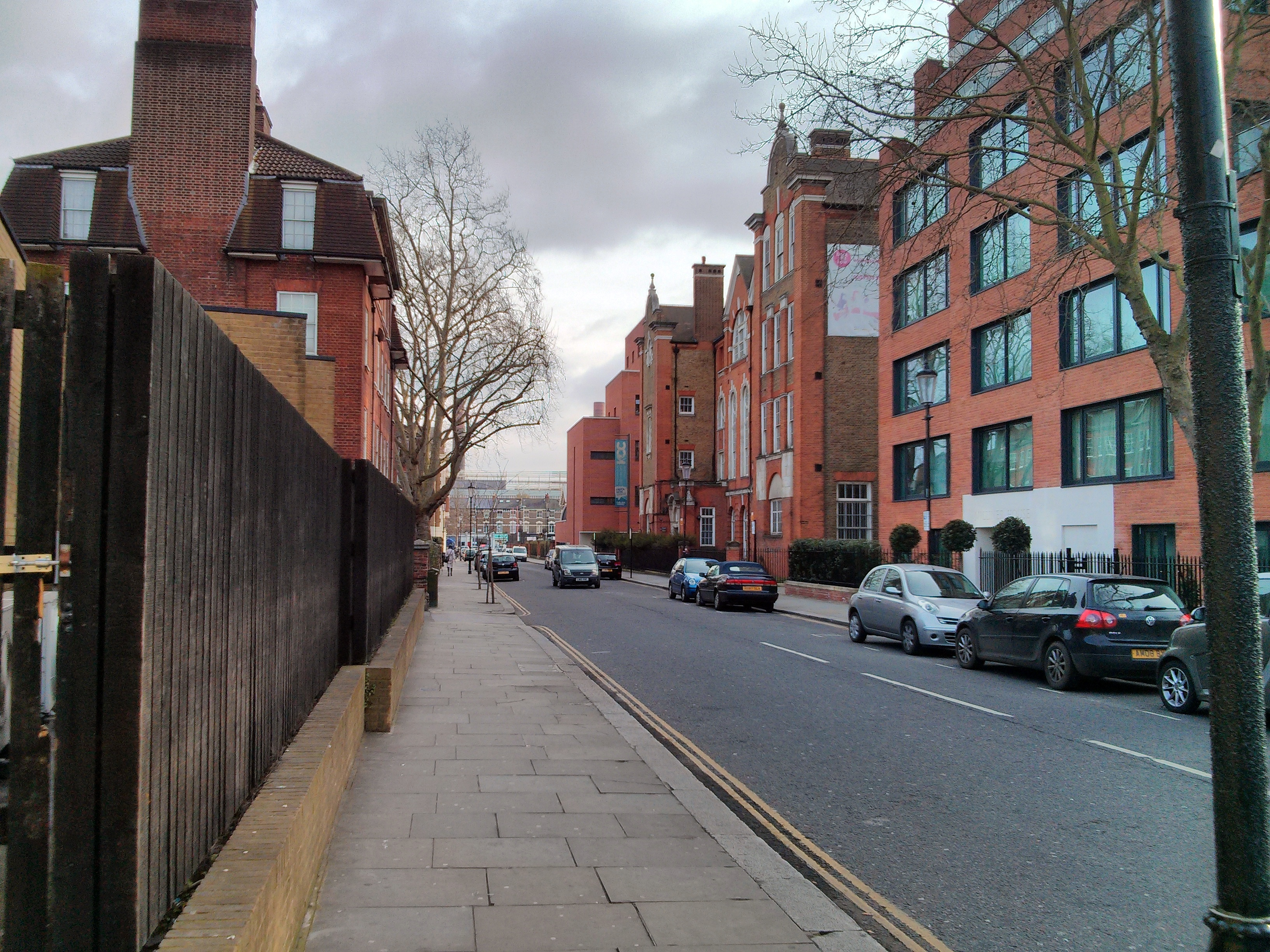
Chelsea, um dos bairros mais ricos e icônicos de Londres, Reino Unido.

Não há uma atribuição clara ou um único momento na história em que o termo "bairro nobre" foi criado ou introduzido oficialmente. A expressão evoluiu naturalmente com o desenvolvimento das cidades e a segregação espacial das classes sociais ao longo do tempo. Originalmente, o conceito está ligado à ideia de áreas residenciais preferidas pela nobreza ou pela elite econômica, que se distinguiam das áreas habitadas pelas classes trabalhadoras ou menos favorecidas.
Há uma semelhança entre a expressão "horário nobre" utilizada nas telecomunicações. Os dois conceitos residem na ideia de prestígio e valor elevado. Ambos atraem grande interesse e são considerados o auge de suas categorias: "horário nobre" destaca-se pela atenção, exclusividade, careza e audiência, enquanto "bairro nobre" representa o melhor em termos de localização, careza, prestígio e exclusividade para se viver. Assim, tanto no tempo quanto no espaço, a ideia de nobreza está associada a qualidades de destaque e importância em nossa sociedade.
Na história urbana, a segregação social e espacial tem sido uma constante, com os ricos e poderosos escolhendo localizações privilegiadas para viver – seja por motivos de segurança, saúde (como evitar áreas propensas a doenças), ou simplesmente para se isolar das classes baixas. Com o passar do tempo, essas áreas se tornaram conhecidas por sua qualidade de vida superior, serviços exclusivos e arquitetura distinta, consolidando-se como "nobres". Exemplo disso é o bairro de Higienópolis, em São Paulo, que recebeu esse nome inspirado nas ideias de higiene urbana que ganharam força no final do século XIX e início do século XX. Naquela época, acreditava-se que a arquitetura e o urbanismo poderiam contribuir para a saúde pública, especialmente por meio da criação de espaços abertos, arborizados e bem ventilados, longe das áreas consideradas insalubres do centro da cidade.

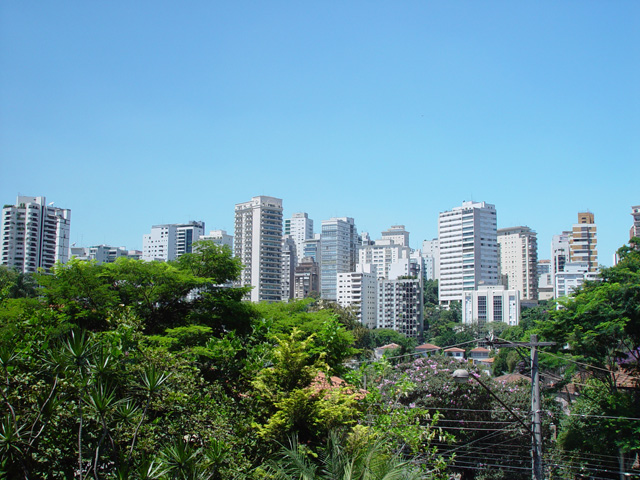
Higienópolis (cidade da higiene), bairro de São Paulo.

Higienópolis foi planejado como um bairro destinado à elite paulistana, que buscava escapar das epidemias que assolavam áreas mais densas e menos salubres de São Paulo, como a febre amarela e a varíola. O nome "Higienópolis" reflete esse desejo por um ambiente mais limpo e saudável, seguindo os preceitos de higiene que estavam em voga na época. Assim, o bairro foi projetado para ser um espaço de moradia privilegiado, com ruas largas, praças, jardins e casarões, representando um ideal urbano de bem-estar e saúde.
Assim, o termo "bairro nobre" é mais um resultado evolutivo de processos sociais e urbanísticos do que uma criação atribuída a uma única pessoa ou momento específico. Ele reflete as dinâmicas de poder, economia e cultura que moldam as cidades e a forma como as pessoas interagem com o espaço urbano.
A expressão "bairro nobre" refere-se a áreas residenciais de alta classe, normalmente caracterizadas por residências luxuosas, infraestrutura de qualidade superior e uma localização privilegiada. Essa designação tem origens históricas, ligando-se à segregação espacial das classes sociais, onde a nobreza ou a elite econômica escolhia áreas específicas para residir, distantes das classes menos favorecidas.
Historicamente, a segregação urbana e a formação de bairros elitizados podem ser observadas em diversas cidades ao longo dos séculos, onde a localização e o tipo de habitação refletiam o status social de seus habitantes. Com o desenvolvimento urbano e o crescimento das cidades, essas áreas foram se consolidando como "nobres", muitas vezes devido à manutenção de altos padrões de construção, exclusividade, segurança, e a presença de serviços e comércios de alto padrão.
A expressão Billionaire's Row (português: Ala dos bilionários) foi criada pela mídia americana primeiramente para descrever estritamente a 57th Street em NYC, uma área urbana novaiorquina que abriga propriedades de altíssimo luxo, geralmente associadas a indivíduos extremamente ricos. O edifício One57 foi o primeiro edifício superalto construído no bairro Após isso a denominação passou a ser utilizada em outras localidades, como: Nova Iorque, Londres, Hong Kong e Mumbai. Designa uma área ultra nobre de uma determinada cidade caracterizada pelo altíssimo valor do metro quadrado, alta concentração de riqueza, localização prestigiada, privacidade, exlusividade, afluência e pela presença majoriária de moradias ultra-luxuosas: mansões, edifícios de luxo (apartamentos de luxo e suas penthouses). Sendo residência primária de bilionários e figuras influentes: monarcas, diplomatas, olirgarcas, membros de famílias reais, estadistas, CEOs e celebridades.

## História

### Brasil
Historicamente as regiões centrais das cidades eram as mais valorizadas e com o passar dos anos tornaram-se artérias comerciais e centros financeiros, como nos casos de São Paulo e Rio de Janeiro. Com isso houve a migração das classes mais altas a locais próximos àquela região, muitas vezes planejados por empresas privadas.
Mediante a falta de terrenos nessas regiões secundárias, espalham-se pela cidade, em meio a bairros tradicionais de classe média. ou pela gentrificação. O exemplo da formação de um bairro nobre e que reúne todos os critérios desta lógica é o paulistano Jardim Anália Franco; sua formação deve-se à intervenção da iniciativa filantrópica, realizando o loteamento de alto padrão em um antigo aterro sanitário. O seu desenvolvimento, além do prolongamento da gentrificação, foram resultados da instalação de um shopping center. Geralmente essas áreas recentemente enobrecidas são chamadas de bairros dos novos-ricos ("nouveau riche").

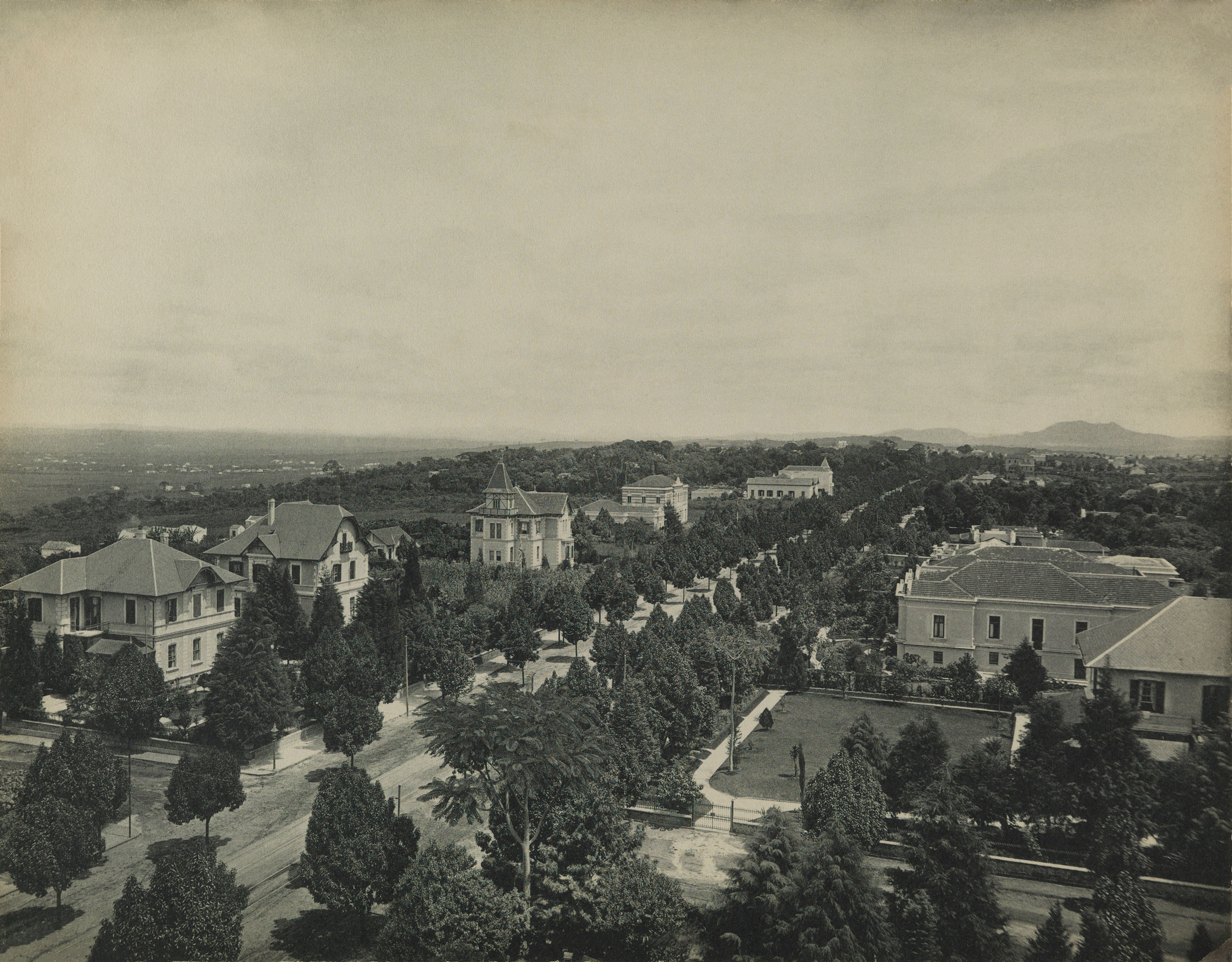
Avenida Paulista em 1902, apresentava moradias de alto padrão destinadas à elite paulistana da época.

No Recife, a aristocracia pernambucana possuía casarões ajardinados já na primeira metade do século XIX, em bairros como Graças, Casa Forte, Aflitos, Madalena e Apipucos, atual Zona Norte do município. Algumas mansões históricas recifenses possuem características únicas no país, como a Casa de Ferro Família Brennand.
Na cidade do Rio de Janeiro, a chegada a Família Real, em 1808, trouxe desenvolvimento, a alguns bairros como Laranjeiras, Santa Teresa, Catete e São Cristóvão, perderam suas características iniciais, sendo residência de comerciantes ingleses e titulares do Império. Com a queda da monarquia a população de alta renda mudou-se para outras áreas, principalmente as localizadas na Zona Sul, como Botafogo, Flamengo e futuramente em Copacabana, Leblon e Ipanema.
Em São Paulo, os bairros nobres surgiram no século XIX e eram destinados à elite da época: representantes da aristocracia cafeeira, latifundiários e integrantes da alta burguesia de comerciantes, industriais e profissionais liberais. Eram baseados na arquitetura europeia e construídos com material importado, tanto que o primeiro loteamento de alto padrão da cidade chamou-se Campos Elíseos fazendo referência à Avenida Champs-Élysées em Paris. Neste século, a economia de São Paulo foi profundamente influenciada pela cultura do café. A região do Vale do Paraíba, inicialmente, e posteriormente o Oeste Paulista, tornaram-se os principais centros de produção de café. Essas áreas atraíram grandes investimentos e geraram significativa riqueza para os fazendeiros da região, que se tornaram uma classe poderosa e influente na política e economia do estado e do país.

Palacete Baruel (Alto de Santana, São Paulo/SP), a mansão mais antiga da cidade em bom estado de conservação, erguida em 1879 e foi tombada pelo CONPRESP.

Durante a década de 1870, São Paulo enfrentava uma distribuição populacional desigual, com maior concentração na região da Sé, onde as condições urbanas e de transporte eram precárias. A necessidade de expansão urbana levou ao desenvolvimento de áreas antes inacessíveis devido a desníveis e várzeas pantanosas. Entre 1872 e 1875, sob a liderança de João Teodoro, a cidade passou por uma transformação significativa, conhecida como "segunda fundação de São Paulo", que incluiu a idealização do Viaduto do Chá em 1877 e a implementação do primeiro código sanitário em 1884, focando na melhoria das condições urbanas como drenagem e arborização, visando transformar São Paulo na "capital do café" sem alterar a base econômica de agro-exportação do país. Um símbolo da arquitetura da época temos o Casarão Marieta Teixeira de Carvalho (1878), edifício tombado pelo patrimônio histórico, ainda servindo como residência. Com o advento da República e a política do café com leite, os barões do café migraram do centro da cidade para bairros periféricos na época, como Bela Vista (1878), Campos Elíseos (1879), Santa Cecília (1880), Cerqueira César (1890) e Higienópolis (1895). Nos Campos Elíseos, surgiram palacetes que refletiam o luxo e a ostentação da elite cafeeira, como o Palacete Elias Chaves.
Em 1913 os urbanistas ingleses Barry Parker e Raymond Unwin foram contratados pela Cia. City para projetar o primeiro bairro-jardim brasileiro, conhecido como Jardim América, destinado à classes com maior poder de renda. Diferenciava-se dos outros bairros nobres da cidade pois apresentava intensa arborização e vias com traçado curvilíneo.

## Características

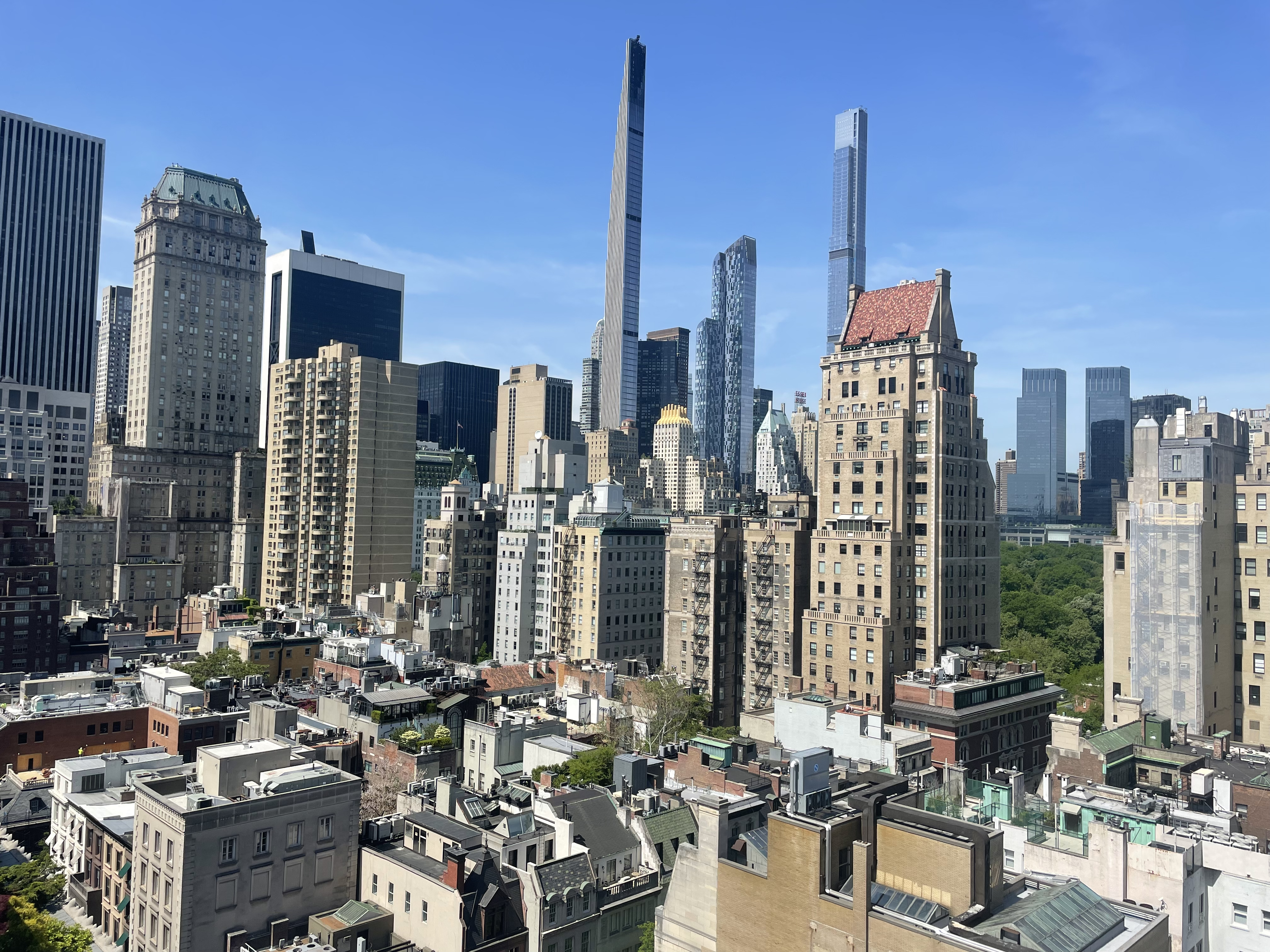
Billionaire's Row, NYC, área luxuosa em Manhattan que abriga os mais caros apartamentos de luxo e suas coberturas.

Bairros nobres situam-se em diversas áreas das cidades, como no centro e arredores ou em áreas longínquas (subúrbios) e até em ilhas artificiais (como Palm Islands em Dubai); tendo função residencial ou comercial (centros financeiros). São formados por condomínios horizontais, representados por casas de alto-padrão e mansões, ou verticais representados pelos edifícios de luxo e suas coberturas. Podem ser abertos ao público ou privativos, os quais a entrada é restrita, podendo ser feita mediante identificação e autorização de algum morador.
Em geral apresentam moradias espaçosas (conforme os padrões do país), alto índice de Desenvolvimento Humano, valores de metragem quadrada superiores, arborização (bairro-jardim), planejamento urbano, baixa taxa de vacância e possuem o metro quadrado mais caro de suas respectivas cidades devido à alta demanda imobiliária.
Outro fator que proporciona um maior de valor de mercado nessas áreas é a presença de centros comerciais, cassinos, hotéis, restaurantes, lojas de luxo, vistas panorâmicas de parques, florestas, praias e panorama urbano. São residência primária ou secundária dos grupos sociais superiores: elite (classe alta), classe média alta, celebridades, oligarcas, habitantes aburguesados, personalidades eminentes, estadistas e nobres. Devido à localização estratégica e segurança, geralmente os bairros mais centrais das grandes cidades e capitais são sede de delegações internacionais, como consulados e embaixadas.
Bairros podem ser "enobrecidos", passar por processos de gentrificação, investimentos em obras de infraestrutura com ou sem intervenção governamental, como Puerto Madero em Buenos Aires; ou serem degradados, tal como o bairro de Campos Elíseos, o primeiro bairro de luxo paulistano. Este exemplo segue os valores da Sociologia quando se trata de mobilidade social.

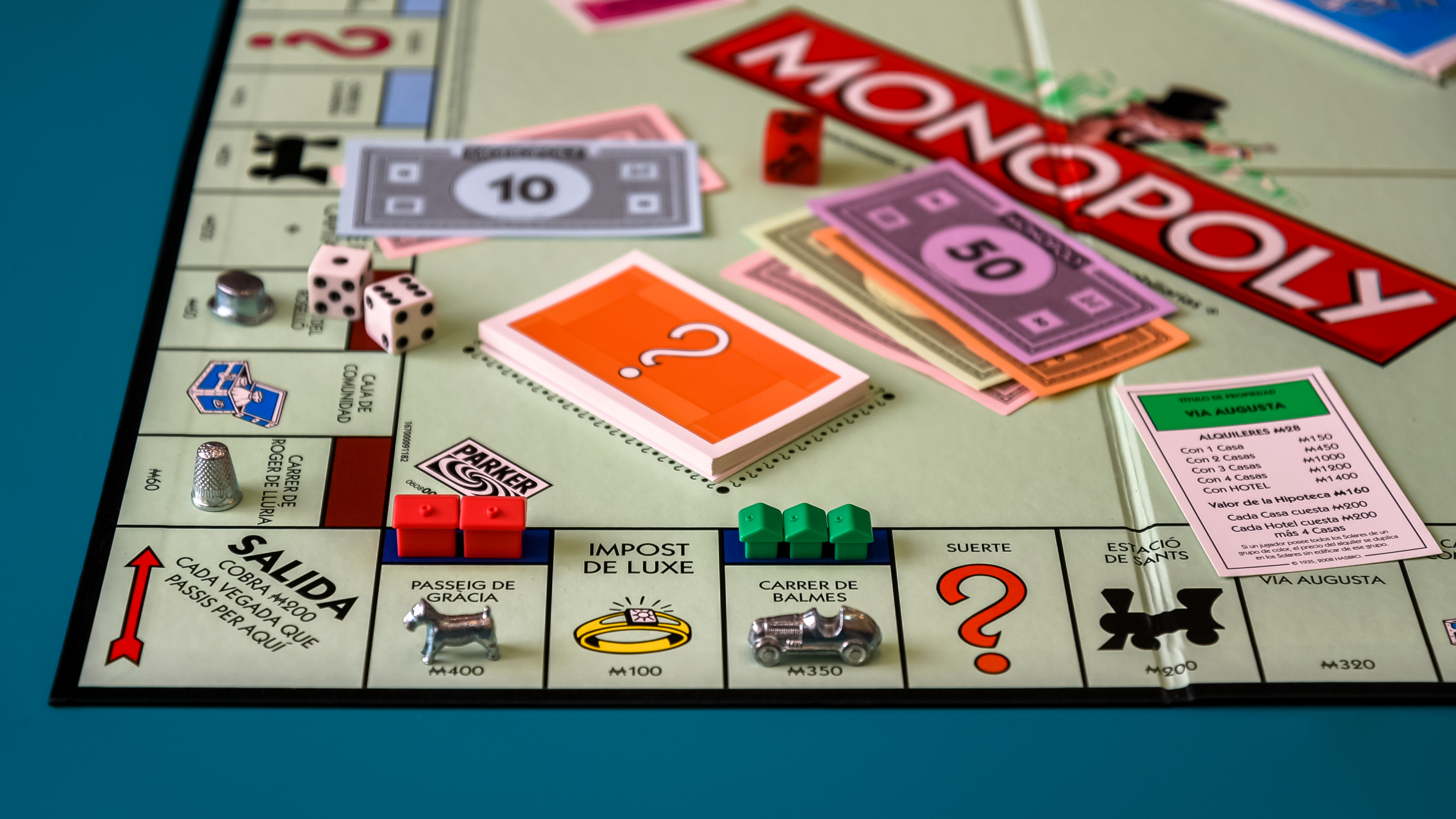
Tabuleiro do jogo de Barcelona, Espanha.

## Monopoly
O jogo de tabuleiro Monopoly, conhecido no Brasil como Banco Imobiliário e em Portugal, Monopólio. É o jogo deste tipo maior sucesso no Brasil em todos os tempos. Desde a sua criação, tem servido como uma representação de aspectos econômicos e sociais das cidades em que é ambientado. Cada edição do Monopoly reflete uma realidade particular, destacando bairros e locais de alto padrão que simbolizam riqueza e status em diferentes nações ao redor do mundo. Foi licenciado em 114 países e impresso em 47 idiomas.
| Estacionamento Livre                               | Estacionamento Livre    | Nigéria · Victoria Island · Ikoyi · (₦) | Sorte                                                     | México · Polanco · Lomas de Chapultepec · ($) | África do Sul · Camps Bay · Clifton · (R)      | Transporte Ferroviário   | Índia · Malabar Hill · Bandra · (₹) | Chile · Vitacura · Las Condes · ($)        | Energia Eólica   | Coreia do Sul · Gangnam · Itaewon · (₩) | Vá para a cadeia | Vá para a cadeia            |
| Estacionamento Livre                               | Estacionamento Livre    |                                         | Sorte                                                     |                                               |                                                | Transporte Ferroviário   |                                     |                                            | Energia Eólica   |                                         | Vá para a cadeia | Vá para a cadeia            |
| Chile · Vitacura · Las Condes · ($)                |                         |                                         |                                                           |                                               |                                                |                          |                                     |                                            |                  |                                         |                  | Japão · Ginza · Umeda · (¥) |
| Bélgica · Avenue Louise · Sablon · (€)             |                         |                                         | Argentina · Recoleta · Puerto Madero · ($)                |                                               |                                                |                          |                                     |                                            |                  |                                         |                  |                             |
| Companhia de Táxi Aéreo                            | Companhia de Táxi Aéreo | Companhia de Viação                     | Companhia de Viação                                       |                                               |                                                |                          |                                     |                                            |                  |                                         |                  |                             |
| Austrália · Macquarie Street · George Street · ($) |                         |                                         | França · Avenue des Champs-Élysées · Rue de la Paix · (€) |                                               |                                                |                          |                                     |                                            |                  |                                         |                  |                             |
| Energia Hidrelétrica                               | Energia Hidrelétrica    | Ucrânia · Khreshchatyk · Pechersk · (₴) | Ucrânia · Khreshchatyk · Pechersk · (₴)                   |                                               |                                                |                          |                                     |                                            |                  |                                         |                  |                             |
| Grã-Bretanha · Mayfair · Park Lane · (£)           |                         | Sorte                                   | Sorte                                                     |                                               |                                                |                          |                                     |                                            |                  |                                         |                  |                             |
| Estados Unidos · Park Avenue · Fifth Avenue · ($)  |                         |                                         | Portugal · Rua das Amoreiras · Rossio · (€)               |                                               |                                                |                          |                                     |                                            |                  |                                         |                  |                             |
| Energia Solar                                      | Energia Solar           | Imposto de Luxo                         | Imposto de Luxo                                           |                                               |                                                |                          |                                     |                                            |                  |                                         |                  |                             |
| Espanha · Paseo de la Castellana · Salamanca · (€) |                         |                                         | Brasil · Brooklin · Jardim Paulista · (R$)                |                                               |                                                |                          |                                     |                                            |                  |                                         |                  |                             |
| Cadeia                                             | Cadeia                  |                                         |                                                           | Sorte                                         |                                                | Pague o Imposto de Renda | Pague o Imposto de Renda            |                                            | Transporte Aéreo |                                         | ⇐ Partida Receba | ⇐ Partida Receba            |
| Cadeia                                             | Cadeia                  | China · Wangfujing · Sanlitun · (¥)     | Suíça · Bahnhofstrasse · Seefeld · (Fr)                   | Sorte                                         | Itália · Quadrilatero della Moda · Brera · (€) | Pague o Imposto de Renda | Pague o Imposto de Renda            | Canadá · Yorkville · The Bridle Path · ($) | Transporte Aéreo | Rússia · Tverskaya Street · Arbat · (₽) | ⇐ Partida Receba | ⇐ Partida Receba            |

Além de todos os países citados previamente existem ainda versões do jogo nessas nações também: Áustria, Croácia, República Tcheca, Dinamarca, Estônia , Finlândia, Grécia, Hungria, Islândia, Irlanda, Ilha de Man, Lituânia, Luxemburgo, Malta, Países Baixos, Noruega, Polônia, Romênia, Sérvia, Eslováquia, Suécia, Turquia, Escócia, País de Gales, Irlanda do Norte, Iugoslávia (SFRY), Egito, Indonésia, Malásia, Paquistão, Filipinas, Cingapura, Taiwan, Tailândia, Irã, Iraque, Israel, Líbano, Arábia Saudita, Costa Rica, Guatemala, Panamá, Nova Zelândia, Colômbia, Equador, Paraguai, Peru, Uruguai e Venezuela.
Conclusão: O jogo adapta-se às características únicas de cada cidade, destacando bairros e locais que simbolizam riqueza e status. Essas áreas não só representam a opulência e a exclusividade, mas também oferecem uma visão cultural e histórica das cidades em que estão situadas.

## Bairros nobres em cada país
Em várias partes do mundo, os preços do metro quadrado variam bastante. Mônaco é conhecido por ter o metro quadrado mais caro do mundo, refletindo a exclusividade e o estilo de vida luxuoso da região. Cidades como Nova York e Londres também têm preços elevados, especialmente em áreas centrais. Na Ásia, Tóquio se destaca com valores altos, enquanto na Oceania, Sydney é uma das cidades mais caras. No Norte da África, Casablanca tem áreas com preços elevados, mas menos impactantes comparadas às grandes metrópoles ocidentais.
Por outro lado, em regiões como a África Subsaariana e algumas áreas das Américas Central e do Sul, os preços do metro quadrado são significativamente mais baixos, tornando esses locais mais acessíveis para a compra de imóveis. Cidades menores e áreas rurais geralmente apresentam preços mais baixos em comparação com grandes capitais e áreas metropolitanas.
| Mônaco (Costa Azul) 1º Monte Carlo | Hong Kong (China) 2º The Peak (太平山) | Tóquio (Japão) 3º Minato (港区)] | Nova York (EUA) 4º Central Park South | Londres (Reino Unido) 5º Knightsbridge |
| --- | --- | --- | --- | --- |
| Coberturas neste bairro geralmente são vendidas USD 300 milhões e mansões estimadas na casa do bilhão de dólares. Nele ocorre o Grande Prémio de Mónaco de Fórmula 1. | Em 2024, o proprietário da 46 Plantation Road vendeu quatro casas com o terreno por USD 1 bilhão e 430 milhões, o que representava cerca de USD 91.000 por metro quadrado.                                                                   | O bairro possui moradores que compõem mais de 10% dos CEOs da Bolsa de Valores de Tóquio, com renda per capita anual de USD 80.400.                                                                                           | Uma cobertura no bairro foi vendida em 2019 por USD 238 milhões. | Bairro onde uma mansão foi vendida em 2020 por mais de USD 250 milhões. |
| Valor médio do m²: USD 79.065 | Valor médio do m²: USD 70.649 | Valor médio do m²: USD 35.845 | Valor médio do m²: USD 30.000 | Valor médio do m²: USD 23.637 |
| | | | | |
| \| Área \| Bairro \| Localização \| Valor médio do M² (em dólar americano) \| \| --------------------- \| ---------------------------------- \| ------------------------------ \| -------------------------------------- \| \| América do Norte \| Central Park South \| Nova York, EUA \| USD 30.000[53] \| \| América Central \| Zona 10 \| Cidade da Guatemala, Guatemala \| USD 1.414[59] \| \| América do Sul \| Puerto Madero \| Buenos Aires, Argentina \| USD 6.500[60] \| \| Europa Ocidental \| Knightsbridge \| Londres, Reino Unido \| USD 23.637[58] \| \| Europa Setentrional \| Östermalm \| Estocolmo, Suécia \| USD 6.300[61] \| \| Europa Meridional \| Monte Carlo \| Mônaco \| USD 79.065[52][53] \| \| Leste Europeu \| Ostozhenka (Остоженка) \| Moscou, Rússia \| USD 5.427[62] \| \| África do Norte \| Anfa (ⴰⵏⴼⴰ / أنفا) \| Casablanca, Marrocos \| USD 1.705[63] \| \| África Meridional \| Sandton \| Joanesburgo, África do Sul \| USD 2.041[64] \| \| Oriente Médio \| Palm Jumeirah (نخلة جميرا) \| Dubai, Emirados Árabes Unidos \| USD 7.218[65] \| \| Ásia Oriental \| The Peak (太平山) \| Hong Kong \| USD 70.649[55][53] \| \| Subcontinente Indiano \| Altamount Road (Billionaires’ Row) \| Mumbai, India \| USD 1.233[66] \| \| Sudeste Asiático \| Marina Bay (Teluk Marina) \| Singapura \| USD 20.130[67] \| \| Extremo Oriente \| Minato (港区) \| Tóquio, Japão \| USD 35.845[56][53][57] \| \| Oceania \| Point Piper \| Sydney, Austrália \| USD 38.400[68] \| \| Ilhas do Pacífico \| Bora Bora (Pora Pora) \| Taiti, Polinésia Francesa \| USD 4.610[69] \| | | | | |
| Buenos Aires (Argentina) Puerto Madero | Joanesburgo (África do Sul) Sandton | Cingapura (Cingapura) Marina Bay (Teluk Marina) | Mumbai (India) Altamount Road (Billionaires’ Row) | Taiti (Polinésia Francesa) Bora Bora (Pora Pora) |
| O bairro detém o metro quadrado mais caro da Argentina. Os preços elevados refletem a demanda por imóveis de luxo e a exclusividade da área, atraindo tanto investidores locais quanto estrangeiros. | É definido como um dos bairros mais opulentas do país, e por extensão, da África, onde estão as Torres Michelangelo, um dos edifícios mais altos da cidade além de ubicar um dos maiores shopping centers do continente e do Hemisfério Sul. | Area sofisticada com arranha-céus, hotéis requintados (Marina Bay Sands) e shoppings centers luxuosos. Famosa pela alta roda-gigante Singapore Flyer e pelas estufas de flores e as coloridas Supertrees dos Jardins da Baía. | Conhecida como India's Billionaires Row é notável por abrigar alguns dos preços imobiliários mais altos do país, abriga os arranha-céus mais notáveis da cidade, como a residência privada mais cara do mundo -Antilia - avaliada em USD 4,6 bilhões em 2023. | A ilha é um importante destino turístico internacional, famoso por seus resorts de luxo à beira-mar (e até mesmo offshore), também possui ilhotas privativas a venda. Os bangalôs sobre a água são uma característica padrão da maioria dos resorts. |
| Valor médio do m²: USD 6.500 | Valor médio do m²: USD 2.041 | Valor médio do m²: USD 20.130 | Valor médio do m²: USD 1.233 | Valor médio do m²: USD 4.610 |
| | | | | |
| Área | Bairro | Localização | Valor médio do M² (em dólar americano) | |
| América do Norte | Central Park South | Nova York, EUA | USD 30.000 | |
| América Central | Zona 10 | Cidade da Guatemala, Guatemala | USD 1.414 | |
| América do Sul | Puerto Madero | Buenos Aires, Argentina | USD 6.500 | |
| Europa Ocidental | Knightsbridge | Londres, Reino Unido | USD 23.637 | |
| Europa Setentrional | Östermalm | Estocolmo, Suécia | USD 6.300 | |
| Europa Meridional | Monte Carlo | Mônaco | USD 79.065 | |
| Leste Europeu | Ostozhenka (Остоженка) | Moscou, Rússia | USD 5.427 | |
| África do Norte | Anfa (ⴰⵏⴼⴰ / أنفا) | Casablanca, Marrocos | USD 1.705 | |
| África Meridional | Sandton | Joanesburgo, África do Sul | USD 2.041 | |
| Oriente Médio | Palm Jumeirah (نخلة جميرا) | Dubai, Emirados Árabes Unidos | USD 7.218 | |
| Ásia Oriental | The Peak (太平山) | Hong Kong | USD 70.649 | |
| Subcontinente Indiano | Altamount Road (Billionaires’ Row) | Mumbai, India | USD 1.233 | |
| Sudeste Asiático | Marina Bay (Teluk Marina) | Singapura | USD 20.130 | |
| Extremo Oriente | Minato (港区) | Tóquio, Japão | USD 35.845 | |
| Oceania | Point Piper | Sydney, Austrália | USD 38.400 | |
| Ilhas do Pacífico | Bora Bora (Pora Pora) | Taiti, Polinésia Francesa | USD 4.610 | |

### África

#### África do Sul

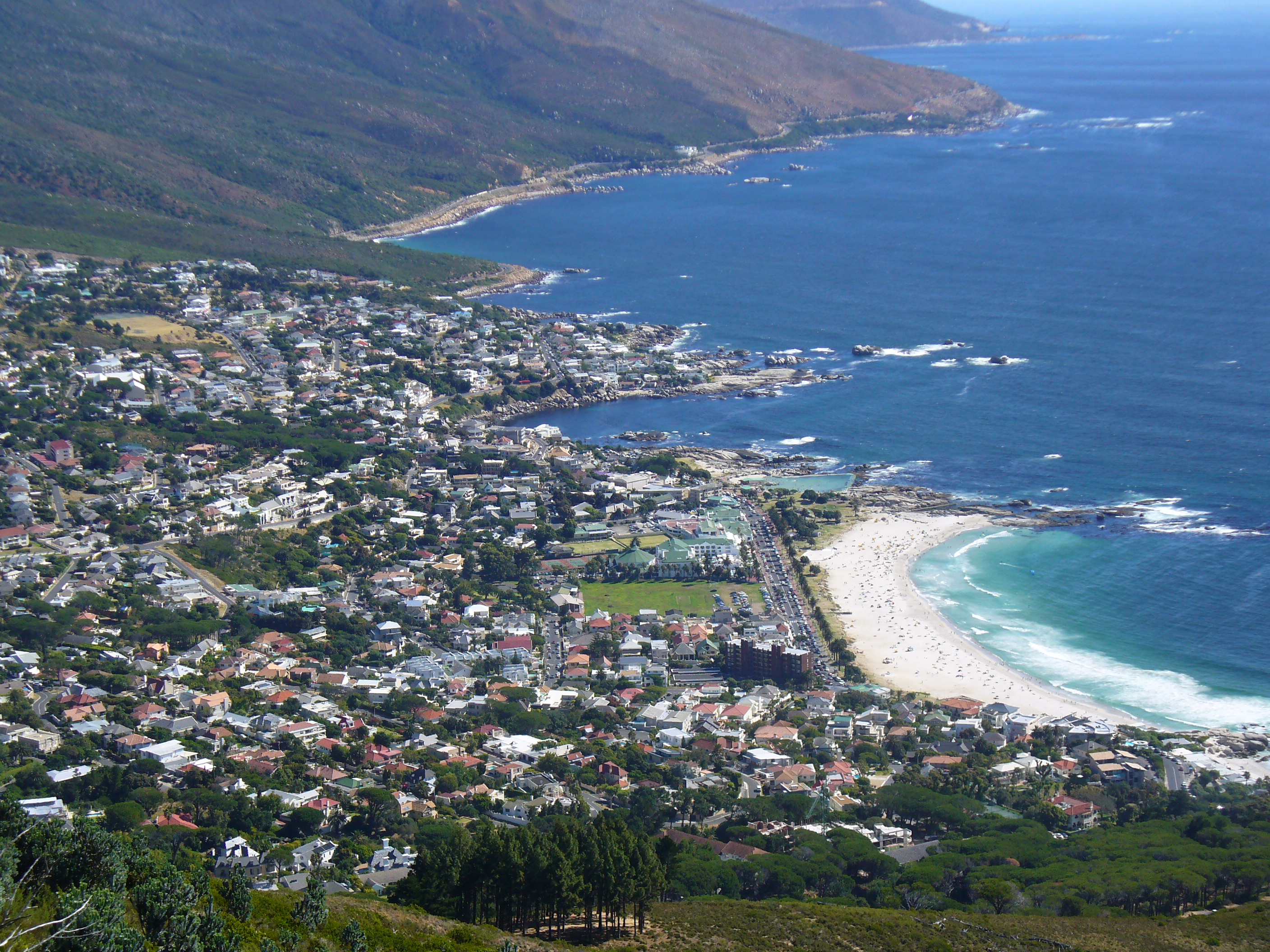
Camps Bay na Cidade do Cabo, na África do Sul.

No continente africano, os bairros com maior custo por metro quadrado estão concentrados em algumas das principais cidades. Em Cidade do Cabo, na África do Sul, o bairro de Camps Bay é conhecido por ser um dos mais caros, com vistas deslumbrantes para o mar e uma localização privilegiada. Os preços por metro quadrado podem ser bastante elevados devido à sua popularidade entre turistas e residentes de alto poder aquisitivo. Outro exemplo é Sandton, em Joanesburgo, que é um centro financeiro e comercial, atraindo muitos expatriados e profissionais. Os imóveis em Sandton também apresentam preços altos, refletindo a demanda por residências em áreas urbanas de prestígio.

#### Marrocos
No norte do continente temos Casablanca, maior cidade do Marrocos, o bairro de Anfa é conhecido por ser um dos mais nobres e caros, com imóveis de alto padrão e uma localização privilegiada à beira-mar. Os preços por metro quadrado em Anfa são significativamente altos, refletindo a exclusividade da área. Zamalek em Cairo no Egito, é famoso por suas residências luxuosas e ambiente tranquilo, sendo um dos locais mais caros para se viver na cidade. Os preços por metro quadrado em Zamalek são elevados, atraindo tanto locais quanto expatriados.

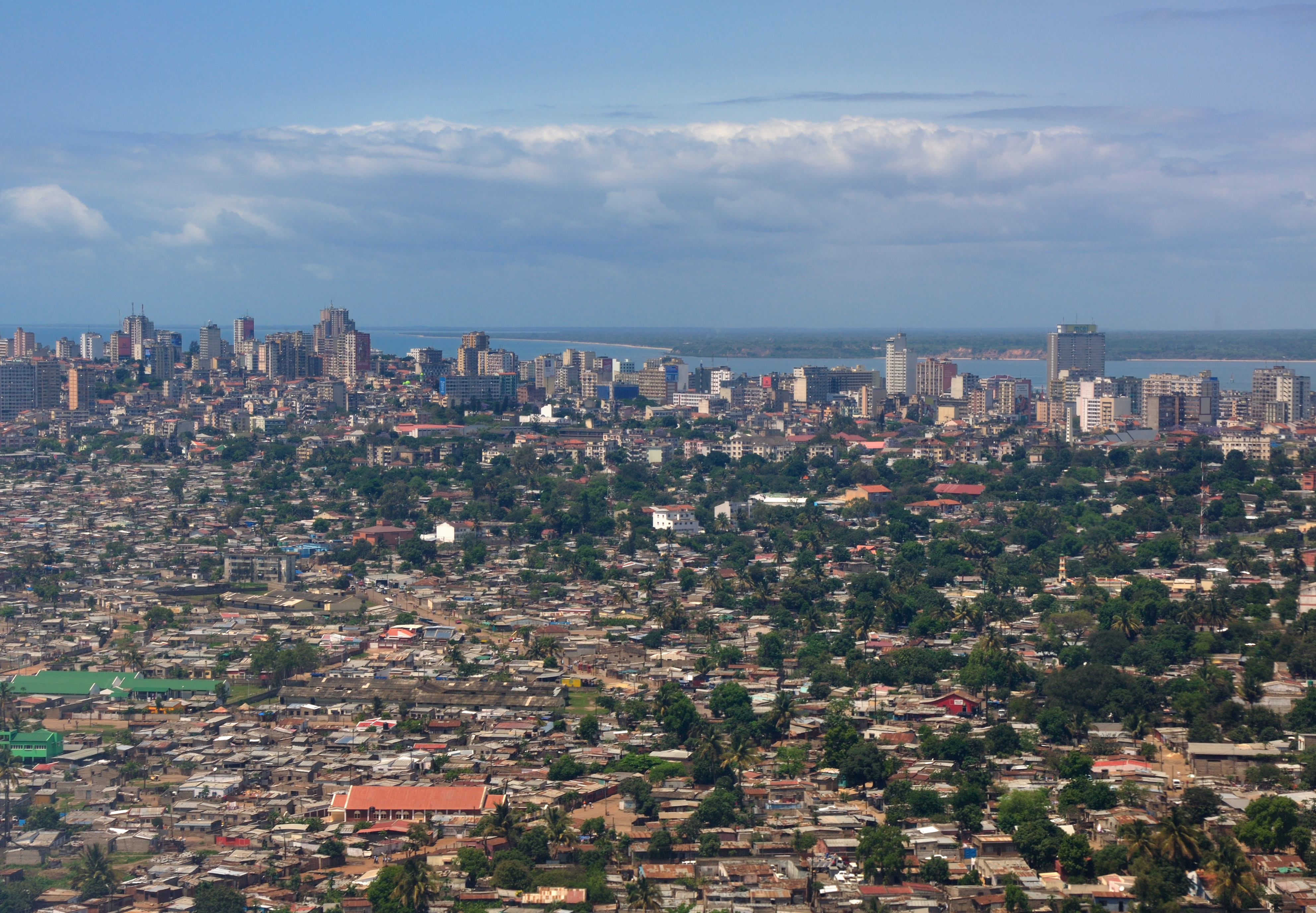
Maputo, Moçambique

#### Moçambique
Maputo, Moçambique, o bairro de Polana é um dos mais caros, conhecido por suas residências de luxo e proximidade com áreas comerciais. Os preços por metro quadrado podem ser bastante elevados, refletindo a demanda por imóveis de qualidade na capital.  Já em Luanda, Angola é frequentemente citada como uma das cidades mais caras do mundo em termos de custo por metro quadrado. O bairro da Ingombota é considerado o mais caro, onde o preço médio do metro quadrado de um apartamento pode chegar a 5.716 dólares. Essa área é central e muito procurada por expatriados e profissionais de alto nível.

#### Quênia
Em Nairóbi, no Quênia, o bairro de Karen é conhecido por suas propriedades de luxo e espaços verdes, sendo um local desejado por famílias e expatriados, o que também eleva os preços por metro quadrado. Esses bairros não apenas oferecem uma alta qualidade de vida, mas também são indicativos do crescimento econômico e da urbanização que estão ocorrendo em várias partes do continente africano.

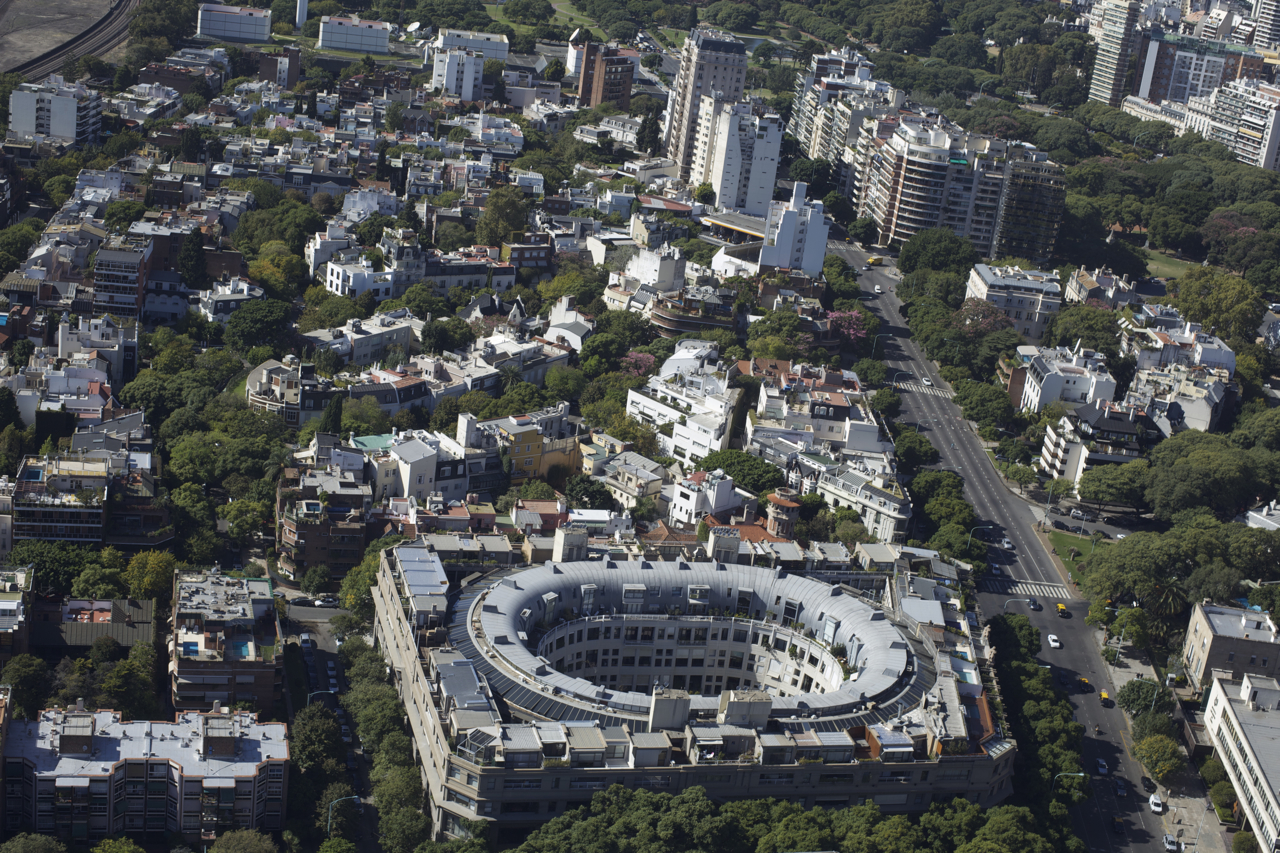
Barrio Norte, formado pelos bairros de: Recoleta, Palermo e Retiro, Buenos Aires, Argentina.

### América

#### Argentina
Entre os bairros nobres da capital Buenos Aires, há Recoleta, um dos mais elegantes e clássicos de toda a Argentina, sendo famoso por sua arquitetura, parques (Naciones Unidas, Thays, López y Planes), setor de varejo (Recoleta Urban Mall, Avenida Santa Fe) e facilidades culturais (Museo Nacional de Bellas Artes). Os preços do metro quadrado podem chegar a USD 3.500 ou mais. Puerto Madero é considerado o bairro mais caro e exclusivo da América do Sul, passando até mesmo zonas nobres de São Paulo e Rio de Janeiro.

#### Brasil
São habitados majoritariamente pelas classes A e B, ou seja, classes alta e média-alta respectivamente. Podem apresentar também pequenos núcleos de classe média ou até favelas. Há uma expansão de condomínios fechados no país, surgem devido à escassez de terrenos nos grandes centros urbanos ou da necessidade de um grau de segurança maior. Estão localizados geralmente em áreas mais afastadas aos centros das cidades, ou até em cidades vizinhas. São similares aos subúrbios dos Estados Unidos e Canadá.
Devido ao mercado imobiliário e sua especulação há uma "expansão geográfica" dos bairros abastados. Lançamentos imobiliários localizados em regiões vizinhas, menos nobres e conhecidas, apropriam-se de seus nomes como uma grife ou marca fantasia. Construtoras argumentam que essa modificação espacial facilita a localização desses novos empreendimentos, além de valorizar a área. "É praxe no mercado que a incorporadora batize um empreendimento com um nome que valorize a localização", diz Rosalvo Barreto, especialista em marketing imobiliário.

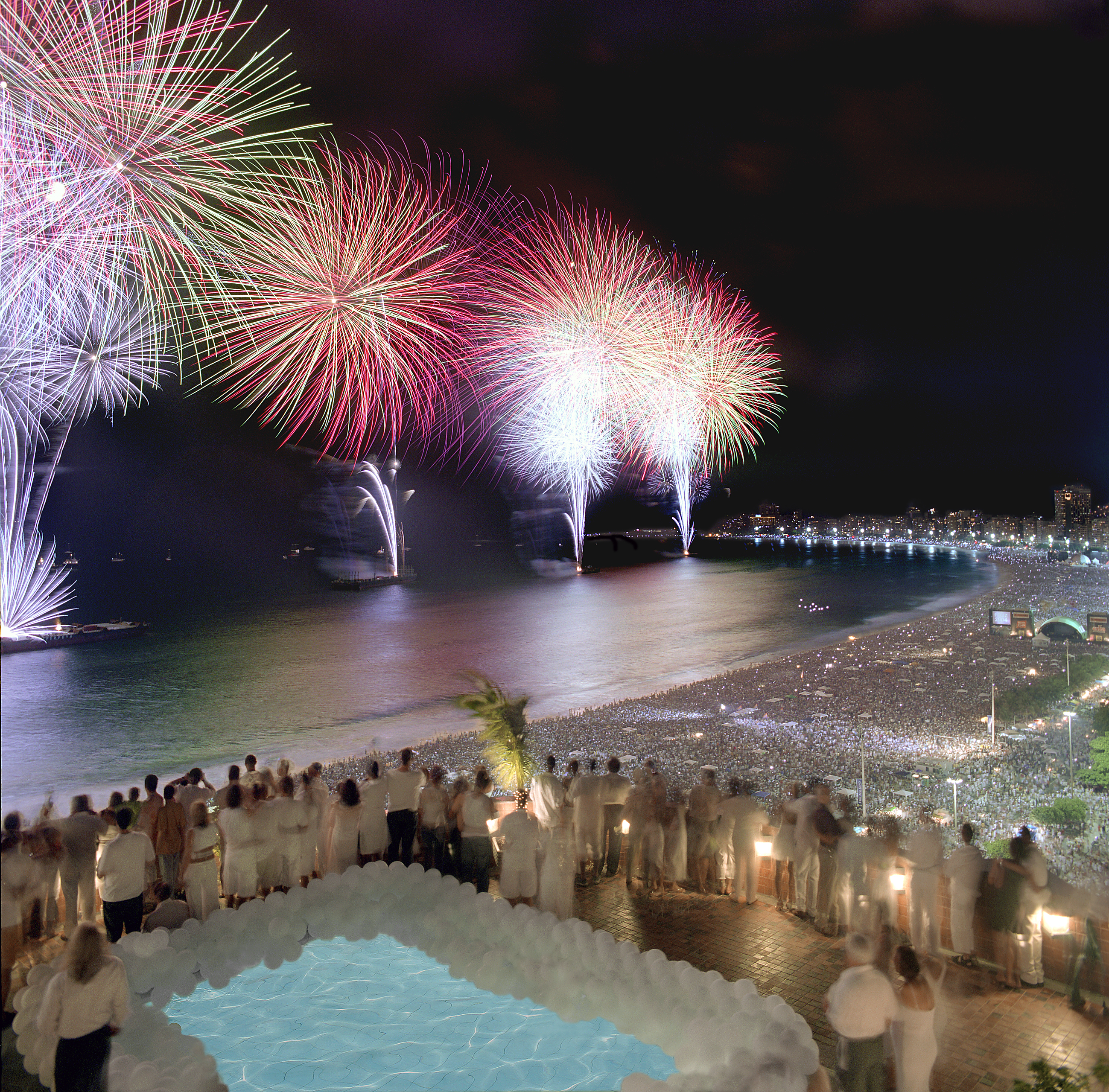
Réveillon na Praia de Copacabana, visto do luxuoso hotel Copacabana Palace no Rio, é um dos eventos mais emblemáticos a nível mundial do tipo.

Na maioria dos casos possuem IDHs muito elevados, muitas vezes superiores aos dos países desenvolvidos. Esse é o exemplo de Vila Nova Conceição, bairro localizado no distrito paulistano de Moema, possui um índice igual ao da França.
Copacabana, apelidado de Princesinha do Mar, é um dos bairros mais emblemáticos do país, tendo sido tema de livros, pinturas e, músicas brasileiras e estrangeiras.
Leblon e Jardins são constantemente retratados em produções cinematográficas brasileiras, em especial nas novelas da Rede Globo, sendo as localidades onde vivem os personagens dos núcleos de classe alta e média-alta das tramas. A Barra da Tijuca no Rio passou por um processo de boom imobiliário na década de 1970, atraindo moradores da Zona sul, devido a maior segurança, arborização e qualidade de vida. Na Barra, como também é conhecida, estão localizados os Estúdios Globo, antigamente chamados de Projac, além da proximidade do complexo Casablanca Estúdios (antigo RecNov) da RecordTV, atraindo trabalhadores da indústria do audiovisual e paparazzos, que buscam flagrantes de celebridades.
O Lago Sul detém o recorde mundial de desperdício de água por habitante, além possuir o maior número de piscinas do país, presentes em 90% das residências. Outros são citados em notáveis obras literárias, como Higienópolis em "Macunaíma" do escritor Mário de Andrade, um dos grandes romancistas modernistas.
| Norte                                            | Nordeste                                   | Centro-Oeste                                 | Sudeste                                      | Sul                                                        |
| ------------------------------------------------ | ------------------------------------------ | -------------------------------------------- | -------------------------------------------- | ---------------------------------------------------------- |
| 1. Umarizal, Belém/PA - (R$ 9.573 /m²)           | 1. Boa Viagem, Recife/PE - (R$ 13.185/m²)  | 1. Sudoeste, Brasília/DF - (R$ 11.833/m²)    | 1. Leblon, Rio/RJ - (R$ 22.445/m²)           | 1. Centro, Balneário Camboriú/SC - (R$ 17.200/m²)          |
| 2. Ponta Negra, Manaus/AM - (R$ 7.779/m²)        | 2. Pajuçara, Maceió/AL - (R$ 11.755/m²)    | 2. Asa Norte, Brasília/DF - (R$ 10.298/m²)   | 2. Ipanema, Rio/RJ - (R$ 20.818/m²)          | 2. Jurerê Internacional, Florianópolis/SC - (R$ 16.772/m²) |
| 3. Marco, Belém/PA - (R$ 7.666 /m²)              | 3. Meireles, Fortaleza/CE - (R$ 10.307/m²) | 3. Asa Sul, Brasília/DF - (R$ 9.315/m²)      | 3. Itaim Bibi, São Paulo/SP - (R$ 16.802/m²) | 3. Praia Brava, Itajaí/SC - (R$ 16.530/m²)                 |
| 4. Adrianópolis, Manaus/AM - (R$ 7.641/m²)       | 4. Barra, Salvador/BA - (R$ 10.023/m²)     | 4. Águas Claras, Brasília/DF - (R$ 8.519/m²) | 4. Lagoa, Rio/RJ - (R$ 16.394/m²)            | 4. Barra Sul, Balneário Camboriú/SC - (R$ 16.394/m²)       |
| 5. N. Sr.a das Graças, Manaus/AM - (R$ 7.237/m²) | 5. Pina, Recife/PE - (R$ 9.492/m²)         | 5. Setor Marista, Goiania/GO - (R$ 7.580/m²) | 5. Pinheiros, São Paulo/SP - (R$ 16.235/m²)  | 5. Meia Praia, Itapema/SC - (R$ 13.423/m²)                 |

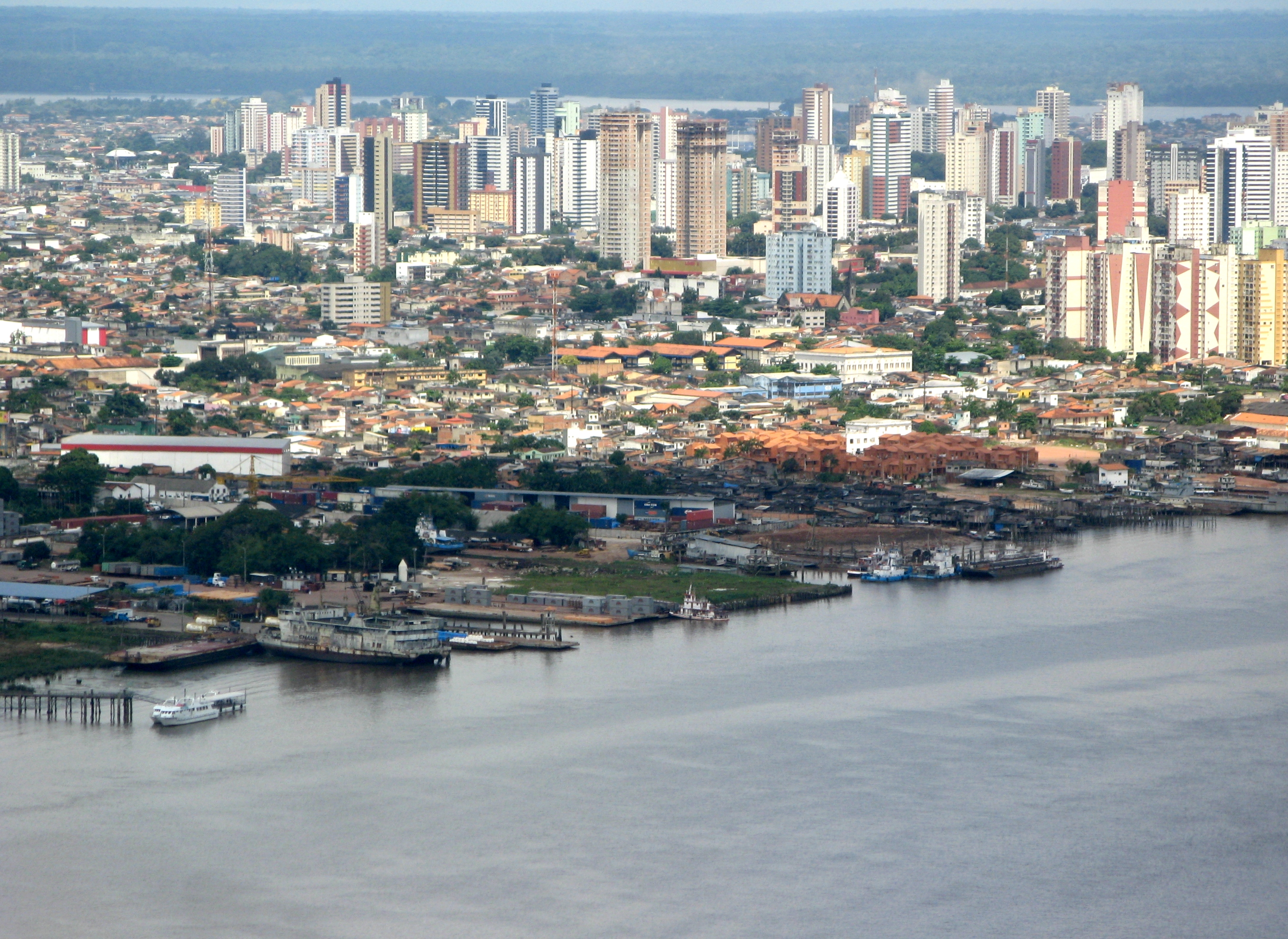
Norte: Umarizal, Belém/PA
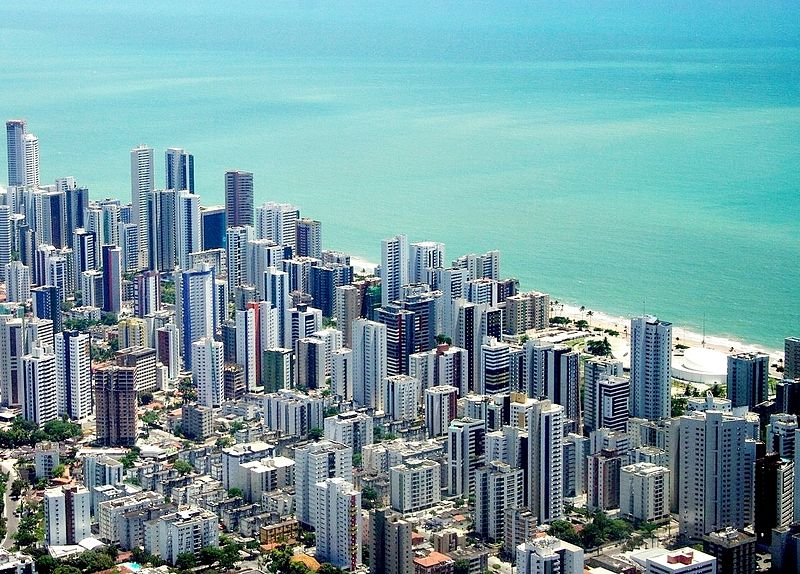
Nordeste: Boa Viagem, Recife/PE
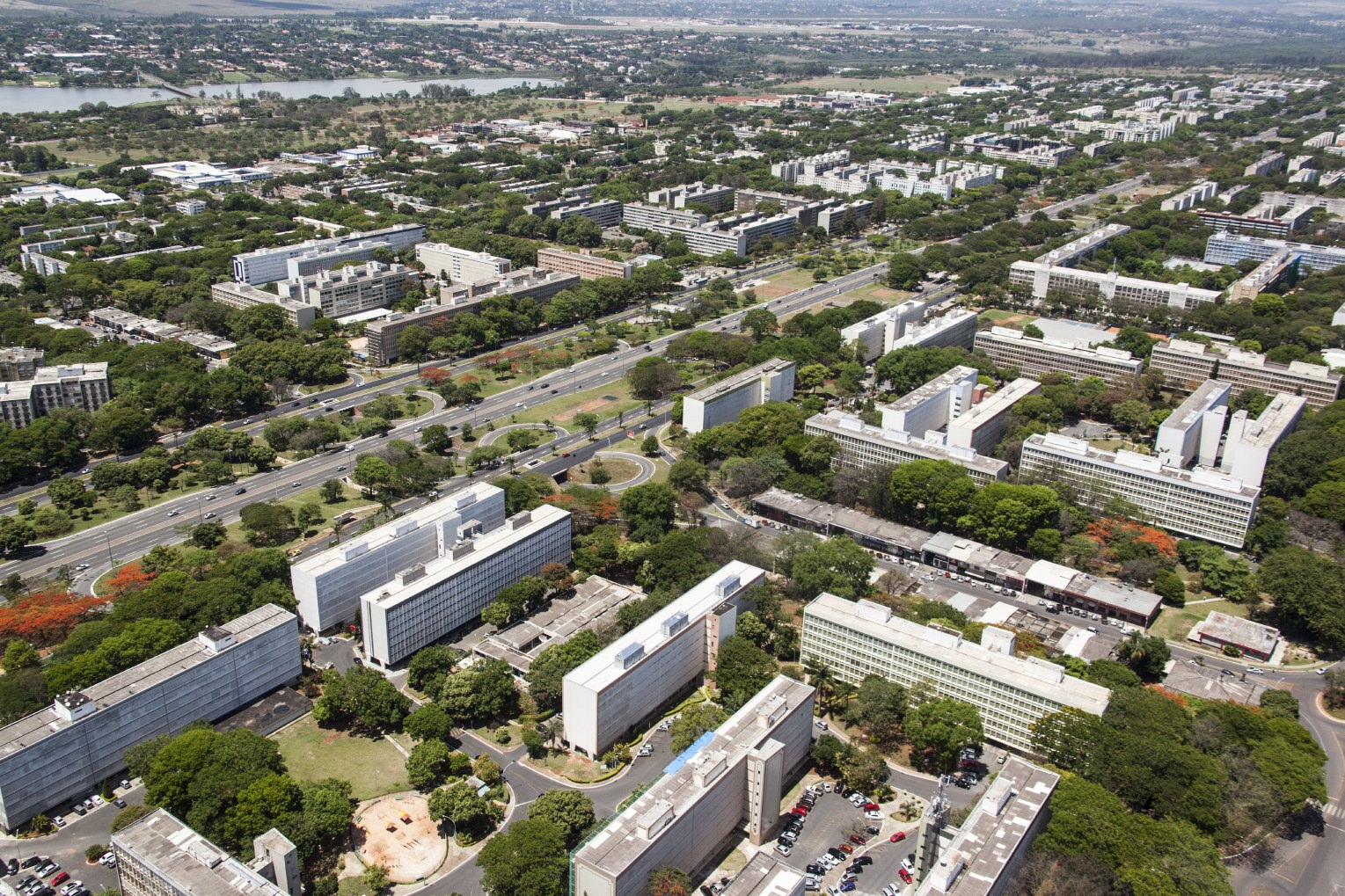
Centro-Oeste: Sudoeste, Brasília/DF
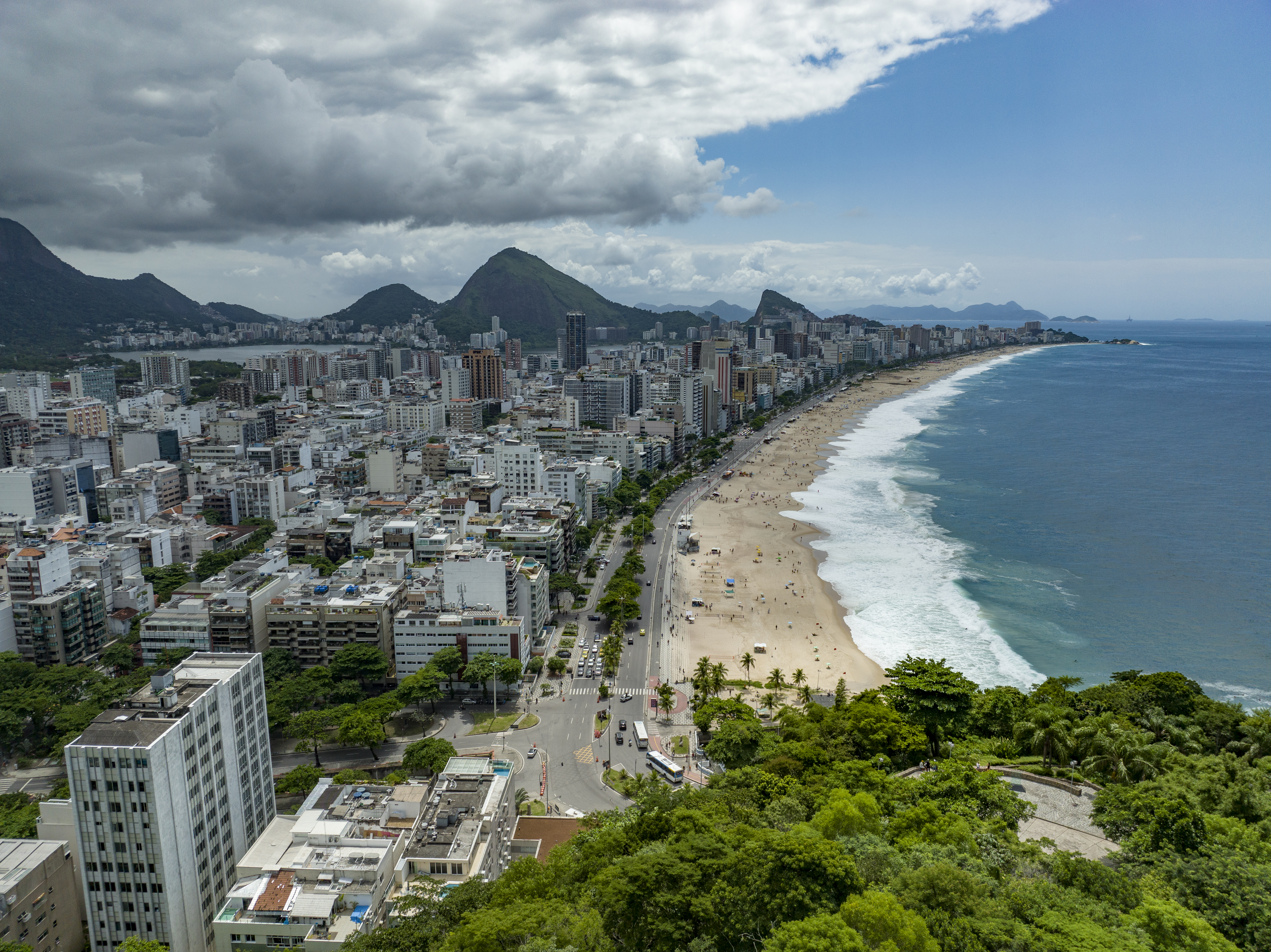
Sudeste: Leblon, Rio/RJ
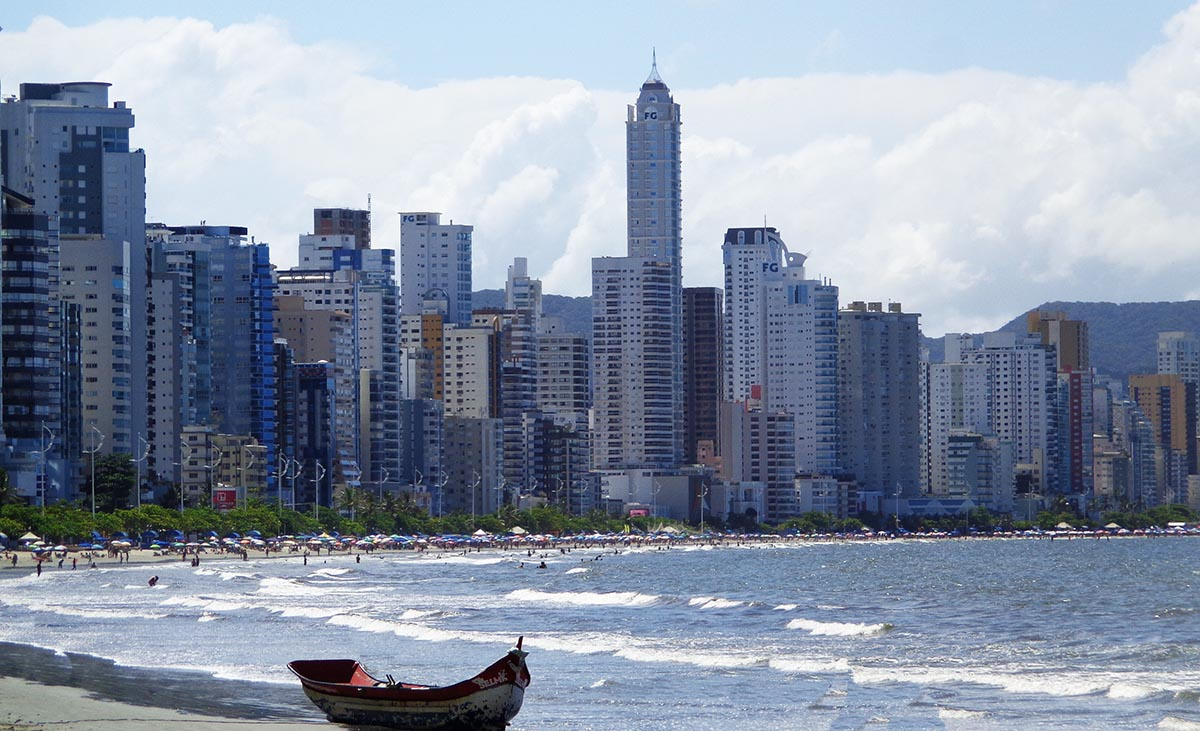
Sul: Centro, Balneário Camboriú/SC, cidade com maior m² do país.

#### Canadá

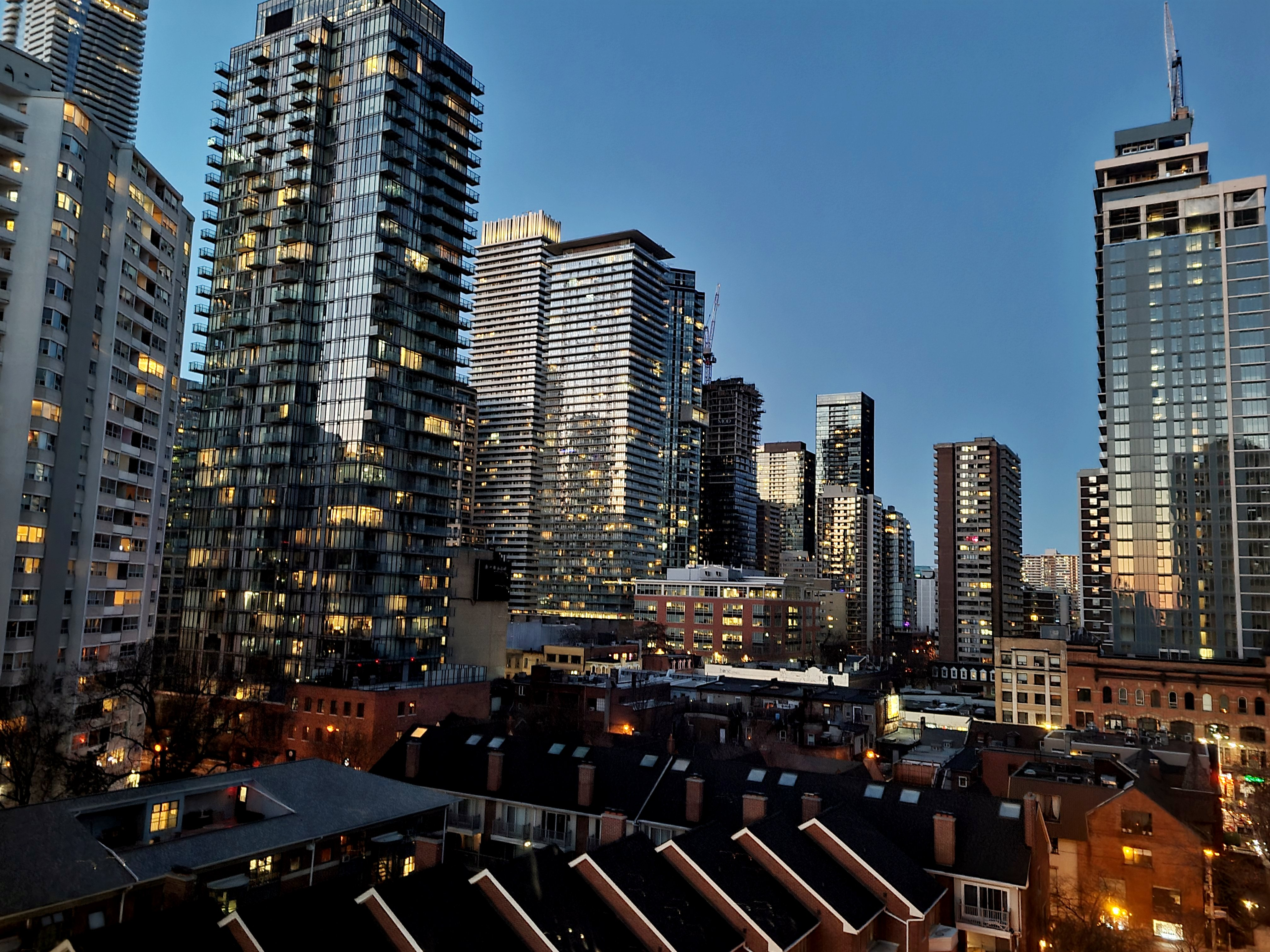
Yorkville, Toronto, Canadá

No Canadá, os bairros com maior custo por metro quadrado estão principalmente em cidades como Vancouver e Toronto. Na área metropolitana de Vancouver, destaca-se West Vancouver, que é conhecido por ser um dos mais caros do país. Com suas vistas deslumbrantes para o oceano e montanhas, além de uma infraestrutura de alta qualidade, os preços por metro quadrado são extremamente elevados. Outro bairro notável é Kitsilano, que combina uma localização à beira-mar com uma vibrante cena cultural e comercial. Esta região, localizada a noroeste dos subúrbios do centro da cidade, é famosa por suas enormes mansões de milionários que se alinham ao longo de suas ruas. É uma comunidade quase exclusivamente residencial e é considerada uma das cidades mais ricas do Canadá.
Em Toronto, o bairro de Yorkville é famoso por suas lojas de luxo, restaurantes sofisticados e residências de alto padrão. Os preços por metro quadrado em Yorkville são alguns dos mais altos do Canadá. Rosedale é outro bairro caro, conhecido por suas mansões históricas e ruas arborizadas, atraindo uma clientela de alto poder aquisitivo.

#### Chile

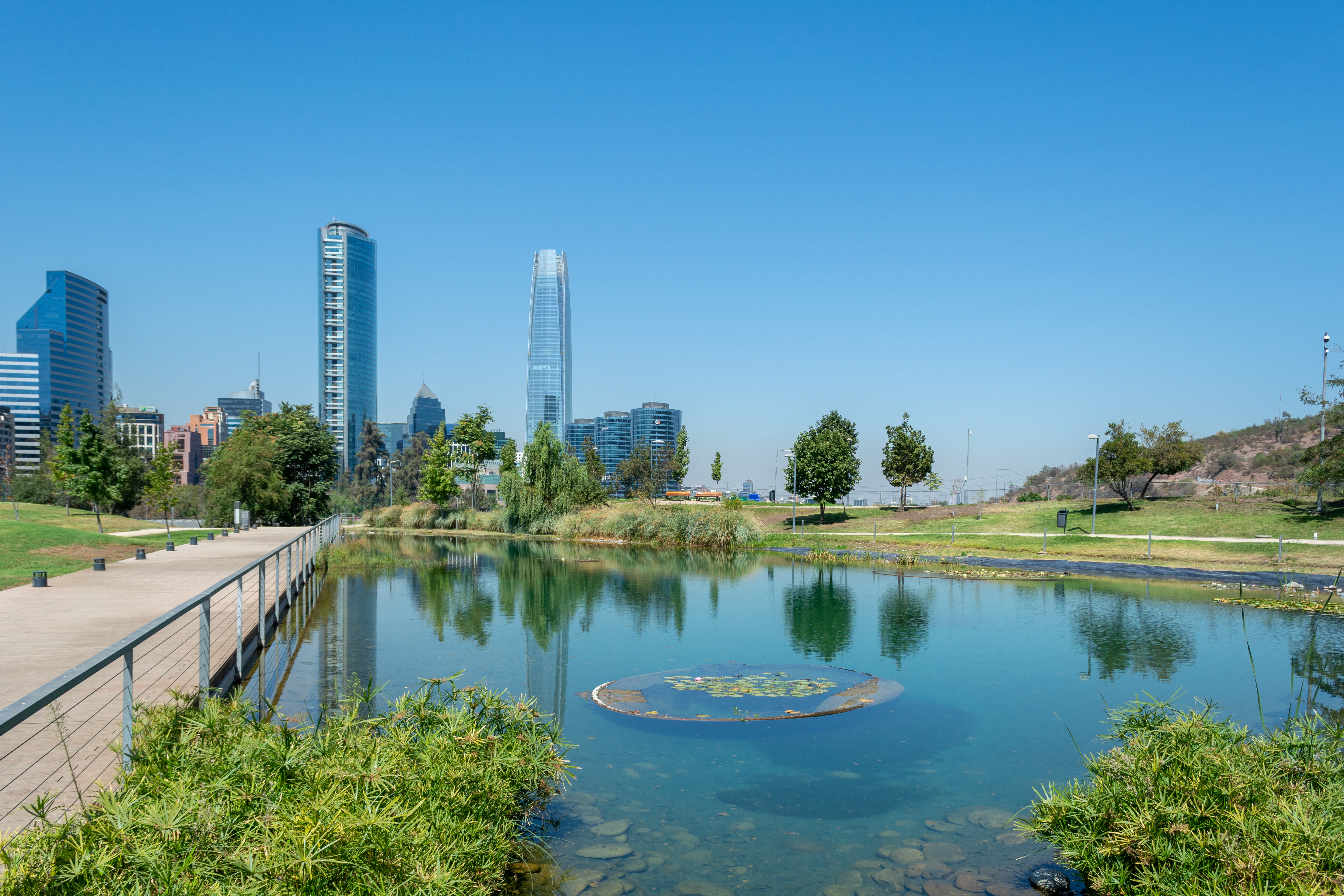
Vitacura, Santiago (Chile)

Em Santiago, há Vitacura, conhecida por suas residências de alto padrão e infraestrutura de qualidade. Os preços do metro quadrado neste bairro podem ultrapassar USD 2.500. E Las Condes, popular entre expatriados e profissionais, com preços de metro quadrado que também são elevados. Essas áreas chilenas quase não foram afetadas pelo grande terremoto de 2010, pois seus edifícios são preparados para suportar abalos sísmicos.

#### Colômbia
Em Bogotá, o bairro de El Chicó é um dos mais valorizados. Famoso por suas residências de alto padrão e localização estratégica, próxima a áreas de negócios e entretenimento.

#### Estados Unidos

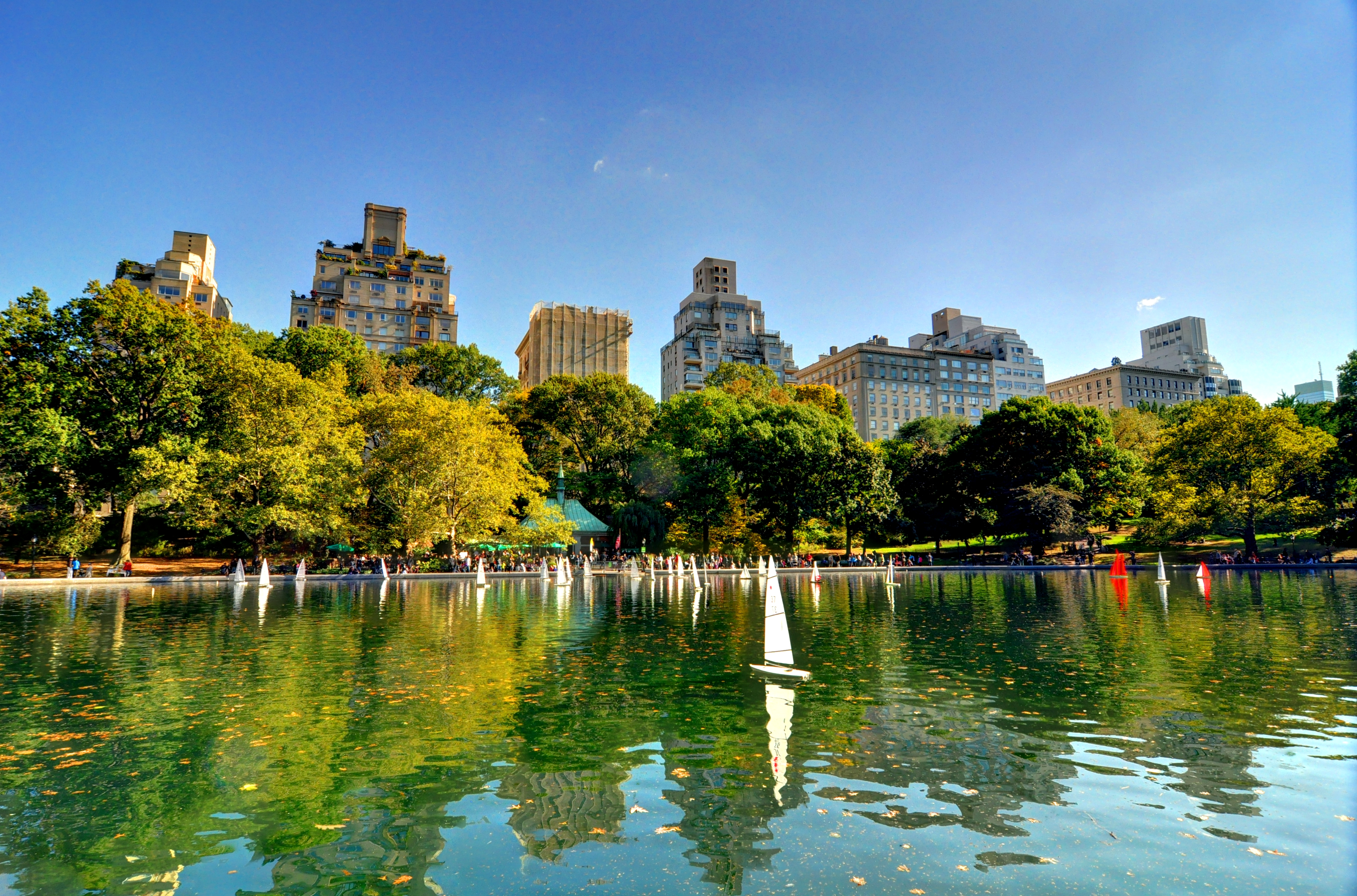
Upper East Side e o Central Park, NYC.

Nos países de língua inglesa, principalmente nos Estados Unidos, Austrália, Reino Unido e Canadá, essas áreas são conhecidas como Upper class district, ou seja, bairro de classe alta. Na maioria dos casos, os bairros mais luxuosos desses países estão concentrados em subúrbios, distantes das grandes aglomerações urbanas. Neles é viável a construção de mansões e residências  mais espaçosas portadoras de aparatos como piscinas, sendo arborizados e mais seguros.
Nas metrópoles existem também exemplos de "bairros nobres", esses são verticais e apresentam metro quadrado mais caro do que os subúrbios. Abrigam apartamentos espaçosos, alguns com mais de um século, lojas de designers de luxo, sedes de grandes corporações multinacionais e hotéis de luxo; a exemplo da região de Billionaire's Row, NYC que abriga um grupo de arranha-céus residenciais de ultra-luxo (One57, 432 Park Avenue, 111 West 57th Street e Central Park Tower) em Midtown Manhattan, especialmente por abrigar a Quinta Avenida. Na Região Nordeste dos Estados Unidos também temos os bairros de Beacon Hill, em Boston e The Hamptons em Long Island (NY).
A expressão "uptown" em inglês refere-se geralmente à parte norte de uma cidade ou a uma área residencial mais afastada do centro, que muitas vezes é associada a bairros mais ricos ou de classe alta. Em contraste com "downtown", que é o centro da cidade, "uptown" tende a ser uma área com menos negócios e indústrias, e mais residências. A música "Uptown Girl" do cantor americano Billy Joel, lançada em 1983, descreve a história de um homem de classe trabalhadora ("downtown man") que tenta conquistar uma mulher rica e sofisticada ("uptown girl"). A canção explora o contraste entre os dois mundos sociais, destacando a diferença entre o estilo de vida mais simples do homem e o mundo luxuoso da mulher. A letra da música enfatiza essa diferença social e cultural, criando uma narrativa de aspiração e romance entre classes distintas.

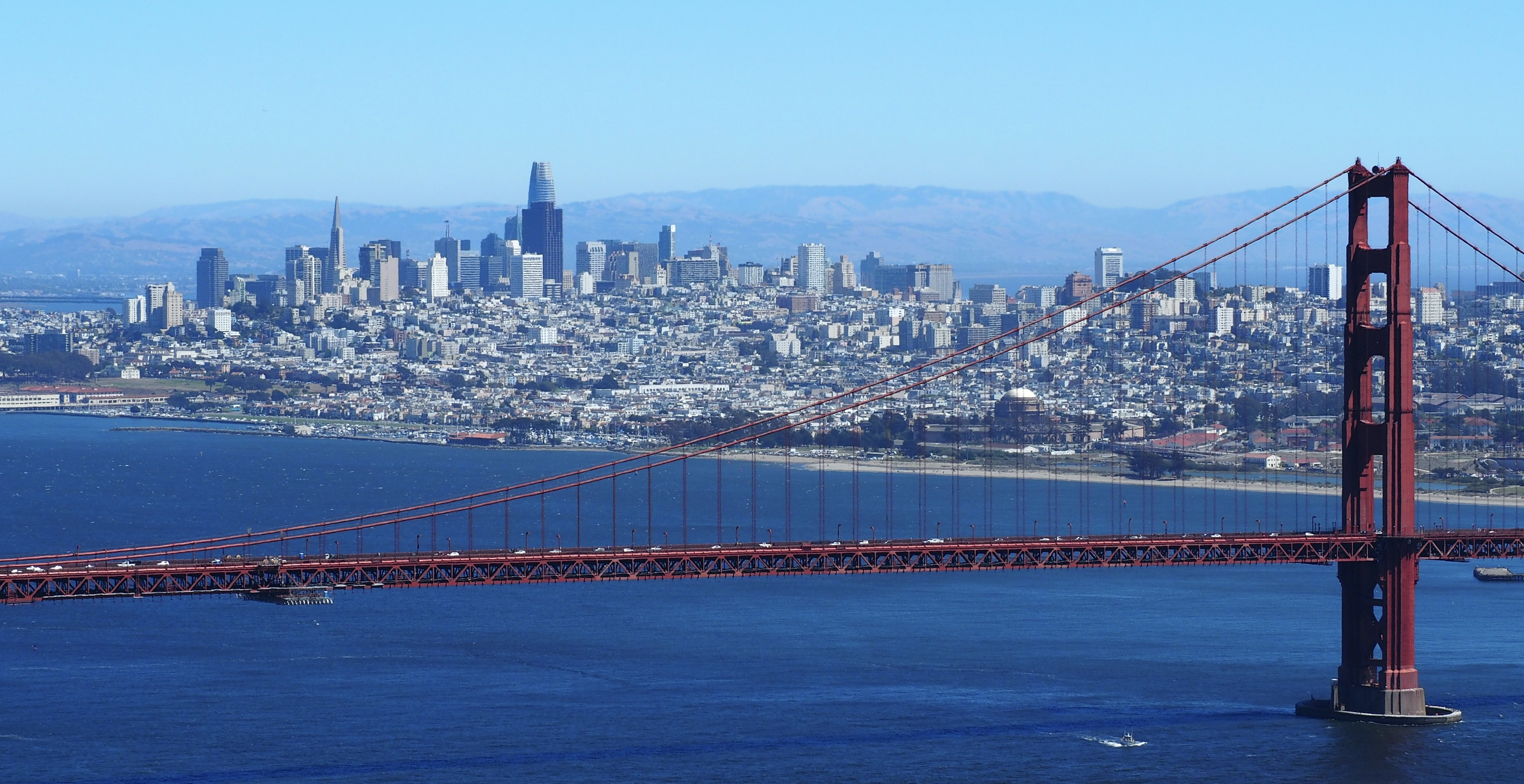
Bay Area, São Francisco (Califórnia)

A Baía de São Francisco (Bay Area) é a região mais rica per capita nos Estados Unidos, impulsionada principalmente pelas potências econômicas de San Jose, San Francisco e Oakland. Notavelmente, a cidade de Pleasanton possui a segunda maior renda familiar do país, ficando atrás apenas de New Canaan, Connecticut. Apesar dessa afluência, a renda discricionária na Bay Area é comparável à média nacional devido ao alto custo de vida na região. Em 2022, a Bay Area abrigava 285.000 milionários, sendo a terceira maior área metropolitana do mundo em número de milionários, atrás de Nova York e Tóquio. A riqueza total dos residentes da Bay Area é de aproximadamente 2,6 trilhões de dólares, colocando-a como a segunda região mais rica do mundo, logo após Nova York e um pouco à frente de Tóquio, em 2021. Entre os mais ricos, 47 residentes da Bay Area foram incluídos na lista das 400 pessoas mais ricas da América, publicada pela revista Forbes em 2007.
Na área metropolitana de Los Angeles, além de Beverly Hills e Bel Air, bairros das cidades de: Pasadena, Santa Monica, Malibu, Calabasas e outros aparecem frequentemente em filmes como áreas residenciais de luxo habitadas por "celebridades de Hollywood". Possui também casa mais cara do mundo, chamada The One, propriedade de 9.800 m² construídos, chegou ao mercado com preço inicial de USD 295 milhões.
Outros locais, como: Kahala em Oahu, no Havaí, também são conhecidos por sua exclusividade, mesmo estando distantes do centro.

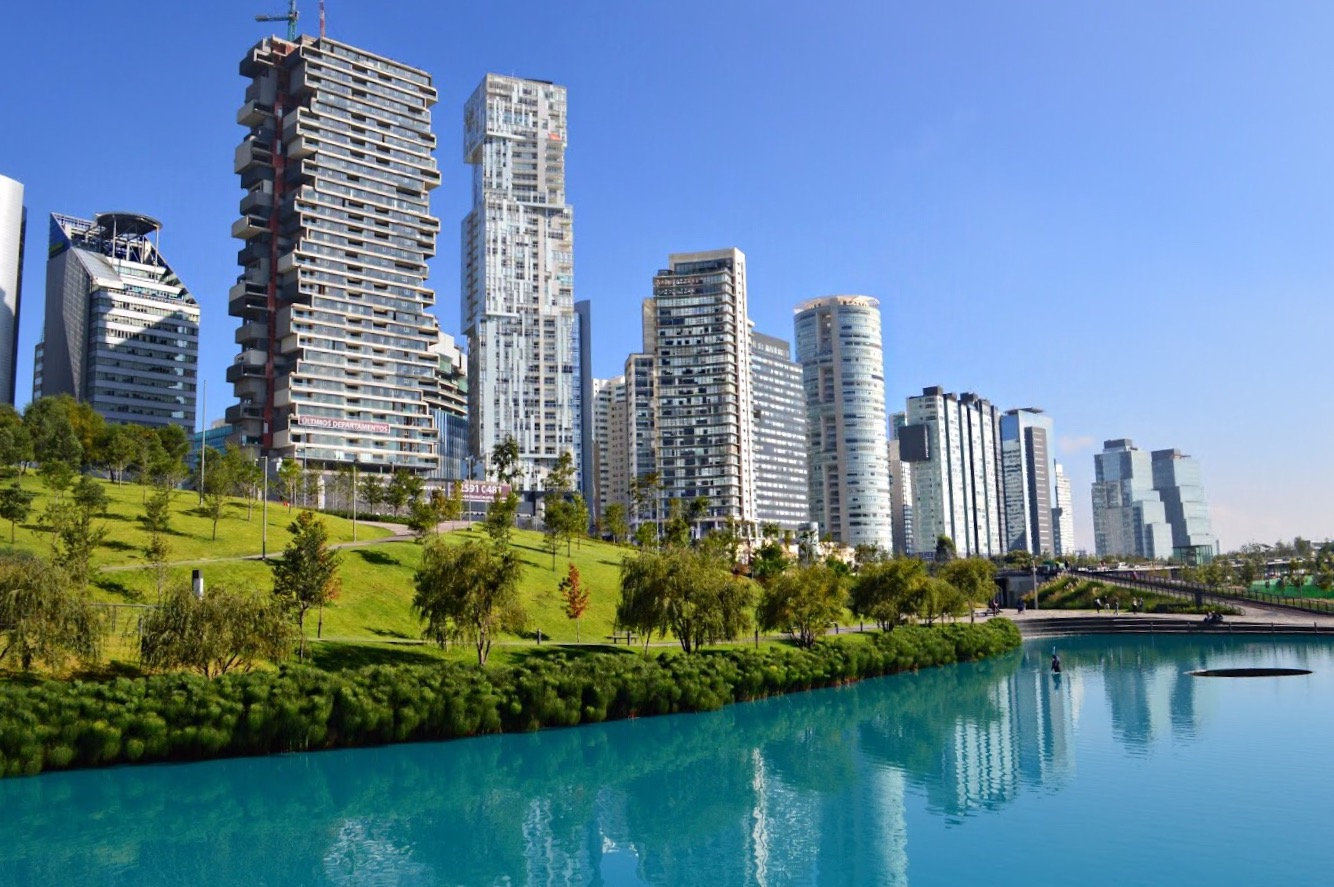
Cidade do México

#### México
Na Cidade do México, o bairro de Miguel Hidalgo é um dos mais caros da cidade. Este bairro é conhecido por suas áreas residenciais de luxo e proximidade com centros comerciais e culturais importantes.

#### Panamá
Na Cidade do Panamá, o bairro de Punta Pacífica é um dos mais caros. Este bairro é famoso por seus arranha-céus modernos e vistas para o oceano, atraindo tanto locais quanto expatriados.

#### Paraguai
Assunção, a capital do Paraguai, o bairro de Villa Morra é conhecido por ser uma das áreas mais caras, com uma concentração de centros comerciais, hotéis e restaurantes de luxo.

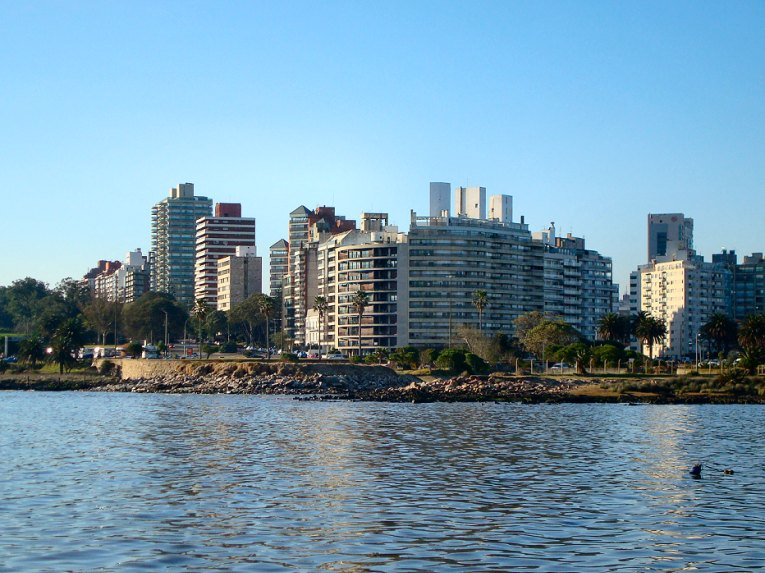
Punta Carretas em Montevidéu, Uruguai.

#### Peru
Lima no Peru, o bairro de San Isidro é um dos mais caros. San Isidro é famoso por suas áreas verdes, embaixadas e residências de alto padrão, tornando-o um local desejado para viver na capital peruana. O preço médio de venda na região é de S/ 1.932.687, o que é 81% superior à média de toda a cidade.

#### Uruguai
Em Montevidéu, Punta Carretas desponta como um dos bairros mais caros da cidade, sendo conhecido por sua combinação de áreas residenciais de luxo e uma vibrante cena comercial e gastronômica.

#### Venezuela
Caracas na Venezuela o bairro de La Castellana é conhecido por ser um dos mais caros, com uma combinação de residências de luxo, embaixadas e áreas comerciais.

### Ásia

#### Cazaquistão
Em Almaty, Cazaquistão o bairro de Medeu é considerado um dos mais caros, famoso por suas vistas para as montanhas e por ser uma área residencial de luxo. Os preços por metro quadrado em Medeu refletem a exclusividade e a qualidade de vida que a região oferece.

#### Catar
Doha no Catar o "The Pearl-Qatar" é um dos desenvolvimentos mais luxuosos da cidade, bairro com preços de metro quadrado que podem chegar a 20.000 QAR (cerca de 5.500 USD). A área é conhecida por suas propriedades à beira-mar e estilo de vida sofisticado.

#### China
Na China, os bairros com maior custo por metro quadrado estão concentrados em cidades como Pequim e Xangai. Em Hong Kong, que é frequentemente citada como a cidade com o metro quadrado mais caro do mundo, áreas como a Billionaires' Row, Hong Kong, Central e Mid-Levels são extremamente valorizadas. Os preços por metro quadrado nessas regiões podem ultrapassar HKD 200.000 (cerca de USD 25.000), refletindo a alta demanda e a escassez de espaço.
Em Pequim, o bairro de Chaoyang é um dos mais caros, especialmente nas áreas próximas a embaixadas e centros de negócios. Os preços por metro quadrado em Chaoyang podem variar, mas são geralmente muito altos devido à sua localização central e infraestrutura. Xangai também possui bairros nobres, como Lujiazui, que é o distrito financeiro da cidade. Os imóveis nessa área são altamente valorizados, com preços por metro quadrado que podem ser comparáveis aos de Hong Kong.

#### Coréia do Sul
Na Coréia do Sul temos Gangnam, Seul que é um dos bairros mais caros do país, conhecido por seu estilo de vida luxuoso e por ser um centro de moda e entretenimento. Os preços do metro quadrado em Gangnam podem ultrapassar 30.000.000 won (cerca de 25.000 USD). Além de Itaewon, bairro multicultural e vibrante, também apresenta preços elevados, especialmente em áreas próximas a restaurantes e lojas de luxo. Ambos os bairros são retratados em músicas do gênero musical K-pop: "Itaewon Freedom" e "Gangnam Style".

#### Emirados Árabes Unidos
Em Dubai nos Emirados Árabes Unidos, Downtown Dubai é famoso por abrigar o Burj Khalifa (edifício mais alto do mundo) e o Dubai Mall (segundo maior centro de compras do mundo). Os preços do metro quadrado podem ultrapassar 25.000 AED (cerca de 6.800 USD), refletindo a demanda por imóveis de luxo e a atratividade da área.

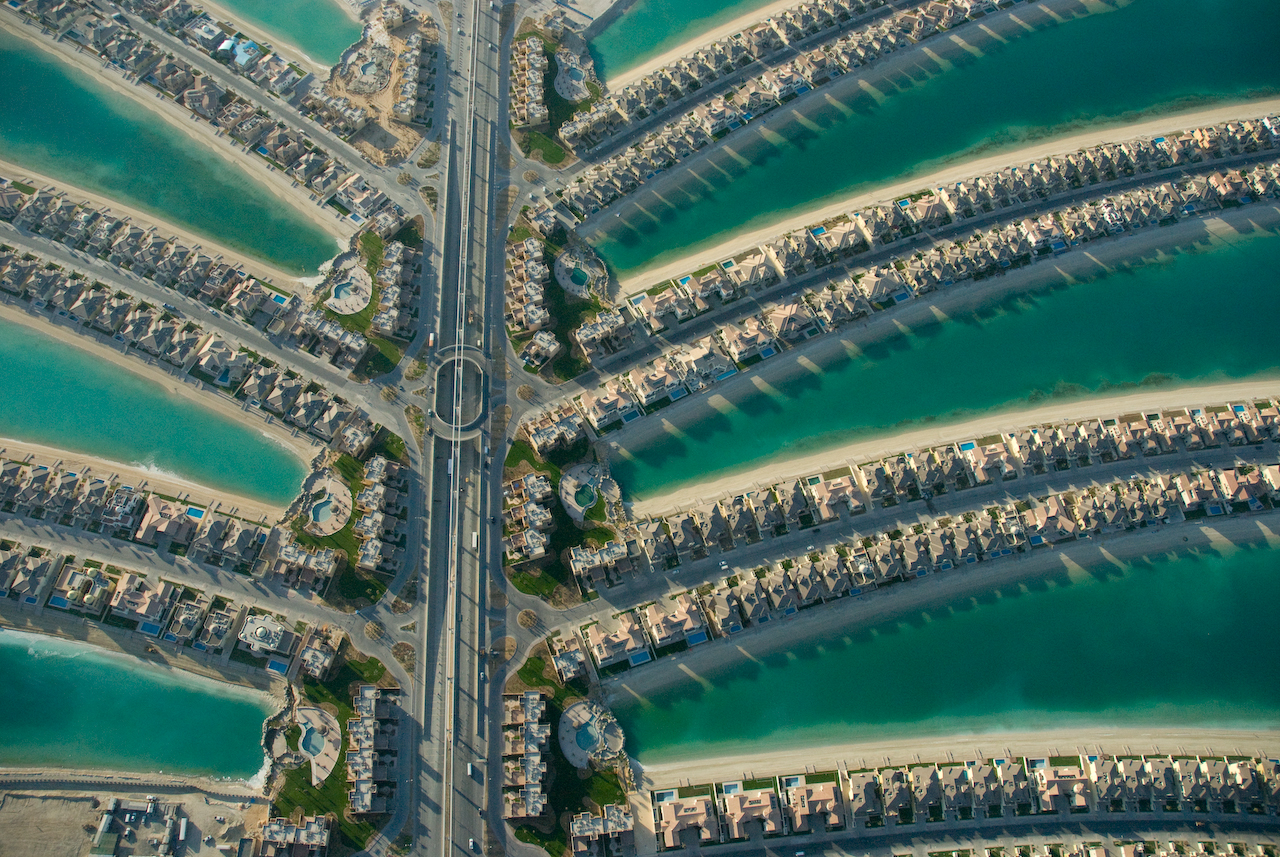
Palmeira Jumeirah (نخلة جميرا) em Dubai, Emirados Árabes Unidos, constituído por um arquipélago artificial em forma de palmeira.

Palmeira Jumeirah, bairro formado por ilhas artificiais e estilo de vida luxuoso, sendo um arquipélago artificial em forma de palmeira que apresenta preços elevados, com valores que podem chegar a 30.000 AED por metro quadrado. Apresenta algumas pequenas vilas e residências, que possuem piscinas e praias particulares.

#### Índia
Na Índia, os bairros com maior custo por metro quadrado estão localizados principalmente em cidades como Mumbai, Nova Délhi e Bangalore. Em Mumbai, a área chamada de Billionaire's Row apresenta os arranha-céus e apartamentos de luxo e coberturas mais caras do país. O bairro de Nariman Point é um dos mais caros, conhecido por sua vista para o mar e proximidade com centros financeiros. Os preços por metro quadrado em Nariman Point podem ultrapassar INR 1.00.000 (cerca de USD 1.200), refletindo a alta demanda por imóveis de luxo na cidade. Bandra, também em Mumbai, é outro bairro nobre, famoso por suas residências de celebridades e uma vibrante vida noturna. Os preços por metro quadrado em Bandra são igualmente elevados, tornando-o um dos locais mais desejados para se viver.
Em Nova Délhi, o bairro de Lutyens' Delhi é conhecido por suas mansões e embaixadas, sendo um dos mais caros da capital indiana. Os preços por metro quadrado aqui também são bastante altos, devido à exclusividade e à localização central. Bangalore tem o bairro de Koramangala, que é popular entre jovens profissionais e startups. Os preços por metro quadrado em Koramangala têm aumentado significativamente.

#### Indonésia
Jacarta, na Indonésia possui o bairro de Kebayoran Baru que é um dos mais caros, conhecido por suas residências de luxo e proximidade com áreas comerciais e embaixadas. Os preços por metro quadrado em Kebayoran Baru podem ser bastante elevados, refletindo a demanda por imóveis de alta qualidade na capital indonésia.
Outro bairro notável em Jacarta é Menteng, que é famoso por suas mansões históricas e ambiente tranquilo. Os imóveis em Menteng também apresentam preços altos, tornando-o um dos locais mais desejados para se viver na cidade.

#### Israel
Tel Aviv, Israel possui Neve Tzedek, um dos bairros mais antigos e charmosos da cidade, conhecido por suas ruas de paralelepípedos e arquitetura histórica. Os preços do metro quadrado podem ultrapassar 40.000 ILS (cerca de 11.500 USD).

#### Japão
No Japão, pela falta e careza dos terrenos, esses bairros (高級住宅街) são sinônimo de residências largas, de alta qualidade arquitetônica. Segundo o levantamento fundiário de normas de avaliação imobiliária do Comitê Técnico japonês, essas habitações de luxo (高級住宅地) estão em vias limpas e arrumadas e apresentam paisagismo. As áreas centrais de cidades japonesas são mais valorizadas, como o centro de Tóquio reconhecido desde o período Meiji.
Minato em Tóquio é conhecido por ser um dos mais caros da megalópole, com preços de metro quadrado que podem ultrapassar 1.500.000 ienes (cerca de 13.500 USD) por metro quadrado. Minato abriga embaixadas, empresas multinacionais e uma variedade de lojas de luxo. Shibuya, bairro icônico de Tóquio, por sua vida noturna e agitada, além da cultura jovem e tecnológica. Os preços do metro quadrado também são bastante elevados, refletindo a popularidade da área.

#### Paquistão
Em Karachi, Paquistão,  o bairro de Clifton é considerado um dos mais caros do país. Clifton é conhecido por suas áreas residenciais de alto padrão, shopping centers e uma vida noturna vibrante. Os preços por metro quadrado em Clifton são elevados, refletindo a popularidade e a exclusividade da área.
Em Lahore, o bairro de Gulberg é um dos mais valorizados, com uma mistura de residências, lojas e restaurantes de luxo. Os preços por metro quadrado em Gulberg também são altos, atraindo tanto locais quanto expatriados.

#### Taiwan
Em Taiwan temos Xinyi, Taipé é o centro comercial e financeiro da cidade, com preços de metro quadrado que podem chegar a 1.000.000 NTD (cerca de 33.000 USD). Xinyi é conhecido por seus arranha-céus e shopping centers de luxo. Além de Da’an, famoso por suas áreas residenciais tranquilas e parques, com preços de metro quadrado também bastante altos.

#### Singapura
Em Singapura temos Marina Bay, um dos bairros mais caros do país, com preços de metro quadrado que podem ultrapassar S$ 3.000 (cerca de 2.200 USD). Conhecido por suas vistas deslumbrantes e desenvolvimento urbano moderno.

### Europa

#### Alemanha

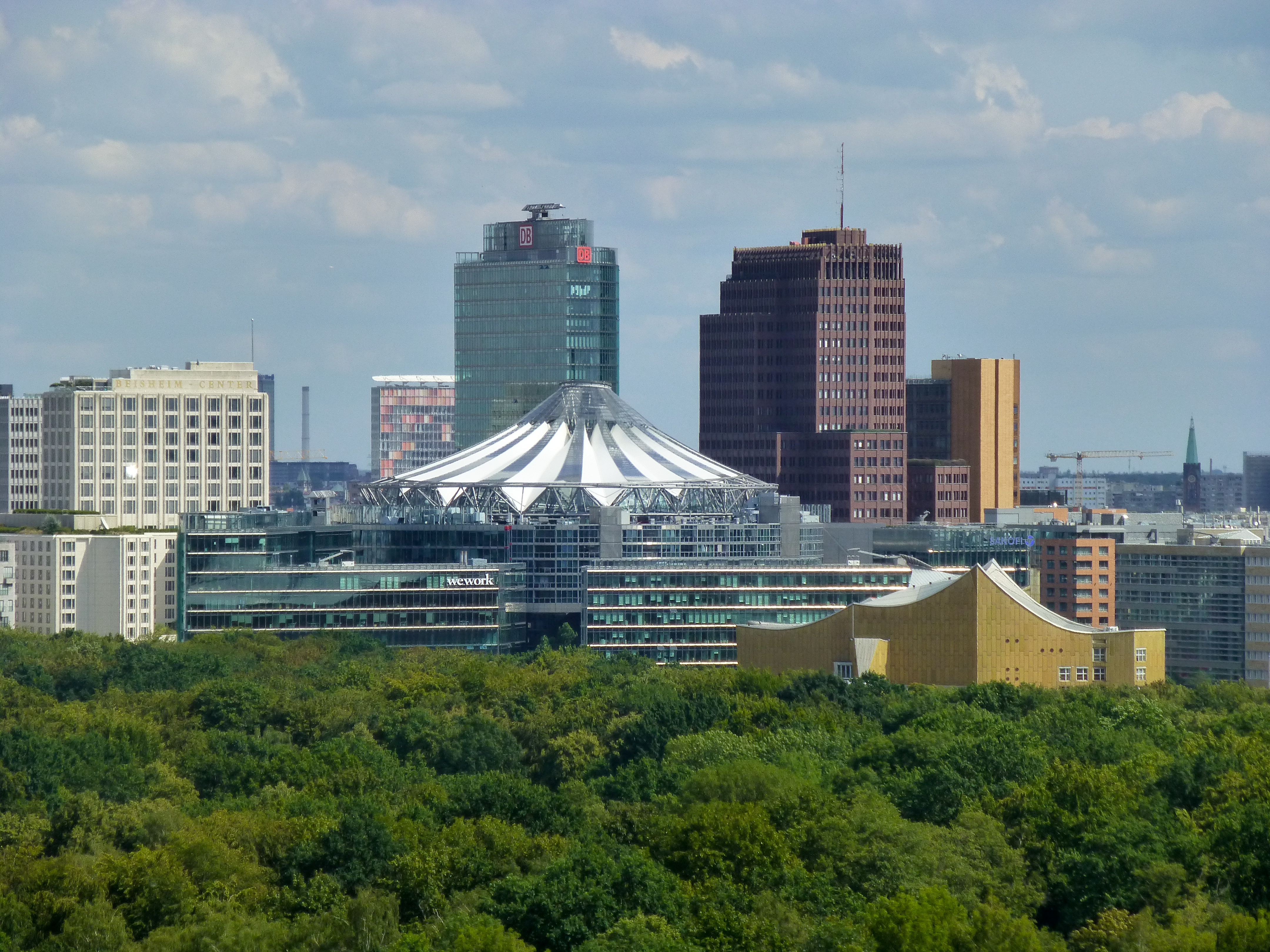
Mitte, um dos dois bairros que foram divididos entre Berlim Leste e Berlim Ocidental.

Atualmente, os bairros mais caros da Alemanha em termos de custo por metro quadrado incluem áreas em cidades como Berlim e Munique. Em Berlim, bairros como Mitte e Prenzlauer Berg apresentam preços elevados, com valores que podem variar bastante, mas que frequentemente estão na faixa de €4.000 a €5.000 por metro quadrado. Em Mitte está localizado o núcleo histórico de cidade, incluindo alguns dos mais importantes pontos turísticos. O distrito de Steglitz-Zehlendorf, que abrange o bairro de Zehlendorf no sudoeste de Berlim, é reconhecido como uma área residencial de alta classe.
Meerbusch, um subúrbio de Düsseldorf, é conhecido por abrigar muitos residentes abastados, com um dos mais altos pagamentos de impostos per capita na Alemanha.  Em Munique, por exemplo, bairros como Altstadt-Lehel e Maxvorstadt são conhecidos por seus altos preços de imóveis. O custo por metro quadrado nessas áreas pode ultrapassar €6.000, dependendo da localização e do tipo de imóvel.

#### Bélgica

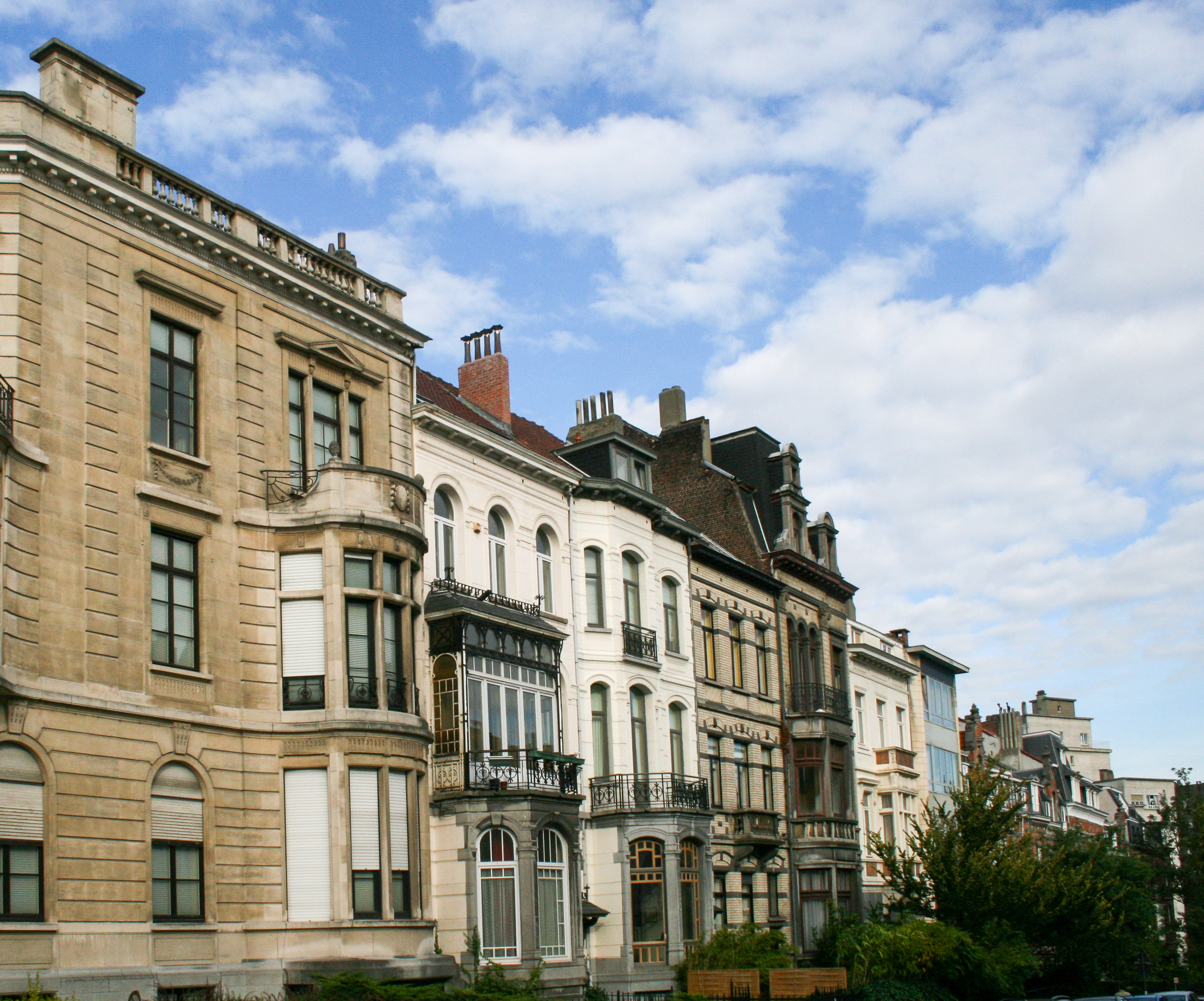
Ixelles em Bruxelas.

Na Bélgica, os bairros com maior custo por metro quadrado estão principalmente em Bruxelas e Antuérpia. Em Bruxelas, o bairro de Ixelles é um dos mais caros, conhecido por sua diversidade cultural e vida vibrante. Os preços por metro quadrado podem variar, mas frequentemente estão na faixa de €3.500 a €4.500. Outro bairro notável é Saint-Gilles, que também apresenta altos preços devido à sua popularidade e oferta de serviços. Antuérpia também tem áreas com preços elevados, especialmente no bairro de Zuid, onde o custo por metro quadrado pode ser bastante alto, refletindo a demanda por imóveis em uma das cidades mais dinâmicas da Bélgica.
Esses preços são indicativos da qualidade de vida e da atratividade dessas áreas, que atraem tanto residentes locais quanto investidores.

#### Bielorrússia
Em Minsk, Bielorrússia, o bairro de Tsentralny é conhecido por ser um dos mais caros, com uma mistura de imóveis modernos e históricos. A demanda por residências de qualidade na capital bielorrussa eleva os preços.

#### Espanha
Na Espanha, os bairros mais caros em termos de custo por metro quadrado estão localizados principalmente em cidades como Madrid, Barcelona e San Sebastián. Em Madri, o bairro de Salamanca é conhecido por ter um dos preços mais altos, com valores que podem chegar a €8.600 por metro quadrado em algumas áreas. Este bairro é famoso por suas lojas de luxo, restaurantes sofisticados e infraestrutura de alta qualidade.
Barcelona também apresenta áreas com preços elevados, especialmente em bairros como Eixample e Sarrià-Sant Gervasi, onde os preços por metro quadrado são bastante competitivos, frequentemente na faixa de €5.000 a €6.000. Em Eixample é possível encontrar algumas das vias e praças mais conhecidas da cidade, além pontos de interesse turístico como: Templo Expiatório da Sagrada Família, a Casa Milà, a Casa Batlló, a Casa de Punxes, assim como numerosos cinemas, teatros, restaurantes e hoteis. San Sebastián, uma cidade costeira, também se destaca com altos preços, refletindo a demanda por imóveis em locais privilegiados e turísticos.

#### Finlândia
Na Finlândia, os bairros com maior custo por metro quadrado estão principalmente em Helsinque. O bairro de Kamppi é um dos mais caros, conhecido por sua localização central e pela proximidade com lojas, restaurantes e transporte público. Os preços por metro quadrado em Kamppi podem ultrapassar €4.500. Outro bairro notável é Punavuori, que também apresenta altos preços devido à sua popularidade entre jovens e profissionais, além de oferecer uma rica vida cultural e artística. Os preços por metro quadrado em Punavuori também estão na faixa de €4.000 a €5.000. Além disso, áreas como Kruununhaka e Eira são conhecidas por seus imóveis de alto padrão e localização privilegiada, refletindo a demanda por residências em Helsinque.

#### França

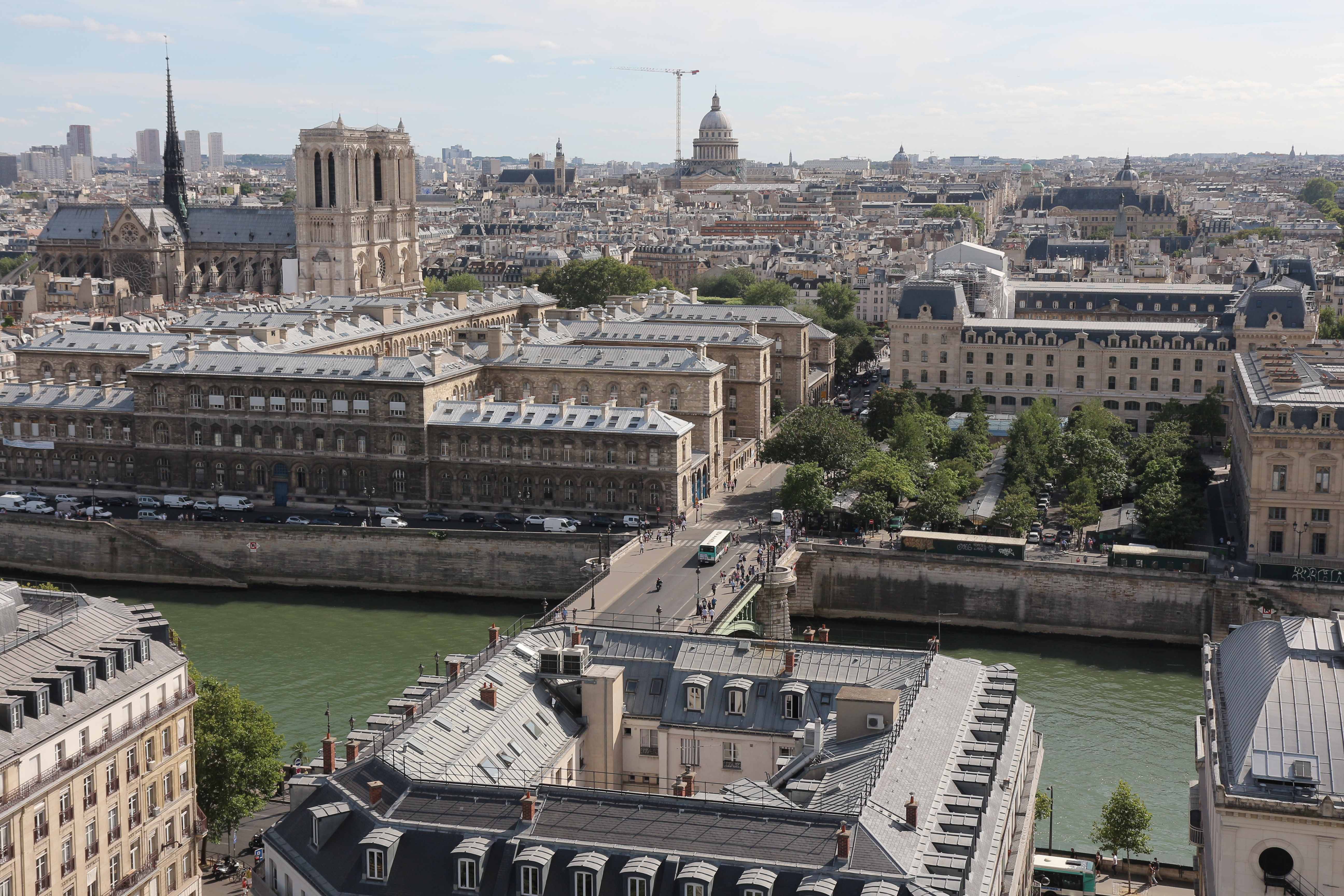
Panorama do 4.º arrondissement de Paris, Catedral de Notre-Dame.

Em Paris os bairros, arrondissements, são numerados formando círculos concêntricos. Muitos deles possuem mansões históricas, construídas nos séculos XVII e XVIII, algumas pertencentes ao governo francês. Le Marais, que se pronuncia em português “Marré”, é um bairro famoso em Paris, conhecido por sua rica história. Originalmente, era um bairro pobre, o que se reflete na canção infantil "Eu sou pobre, pobre, pobre, de Marré, Marré". Com o tempo, Le Marais se transformou em uma área descolada e nobre, atraindo turistas e locais por suas lojas, restaurantes e atrações culturais, marcado pela presença judaica desde o final do século XIX, e é frequentada pela comunidade gay. A Place des Vosges e o Museu Picasso são alguns dos destaques do bairro.
Os bairros nobres parisienses estão espalhados por diversas áreas, a Ile Saint-Louis (4º arrondissement), no coração de Paris, é considerada uma área residencial de prestígio, apesar de sua pequenez. Situação semelhante ocorre em Les Invalides e Faubourg Saint-Germain (7º arrondissement), conhecidos como "bairros aristocráticos". A área de Passy (16º arrondissement) desenvolveu-se como um local onde viviam antigos aristocratas e pessoas ricas, e continua a passar por um processo de gentrificação que se expande para o oeste de Paris. Outras áreas notáveis incluem Saint-Germain-des-Prés (6º arrondissement), os arredores dos Champs-Elysées e Faubourg-Saint-Honoré (8º arrondissement).
A Riviera Francesa ou Costa Azul, localizada no sul da França, inclui dentre outras áreas o principado de Mônaco, famoso mundialmente como uma área residencial e de resort de luxo. Monte Carlo é a área residencial mais cara do mundo, segundo o Global Property Guide. Outra localização da Costa Azul (Côte d'Azur) é Cimiez, situado na cidade de Nice, destino turístico por apresentar muitos museus. E por último também se localiza nesta costa a cidade de Cannes é um destino turístico movimentado, associada com os ricos e famosos, apresentando hotéis e restaurantes de luxo, e por  sediar anualmente o Festival de Cinema de Cannes, o maior evento mundial da categoria.

#### Holanda

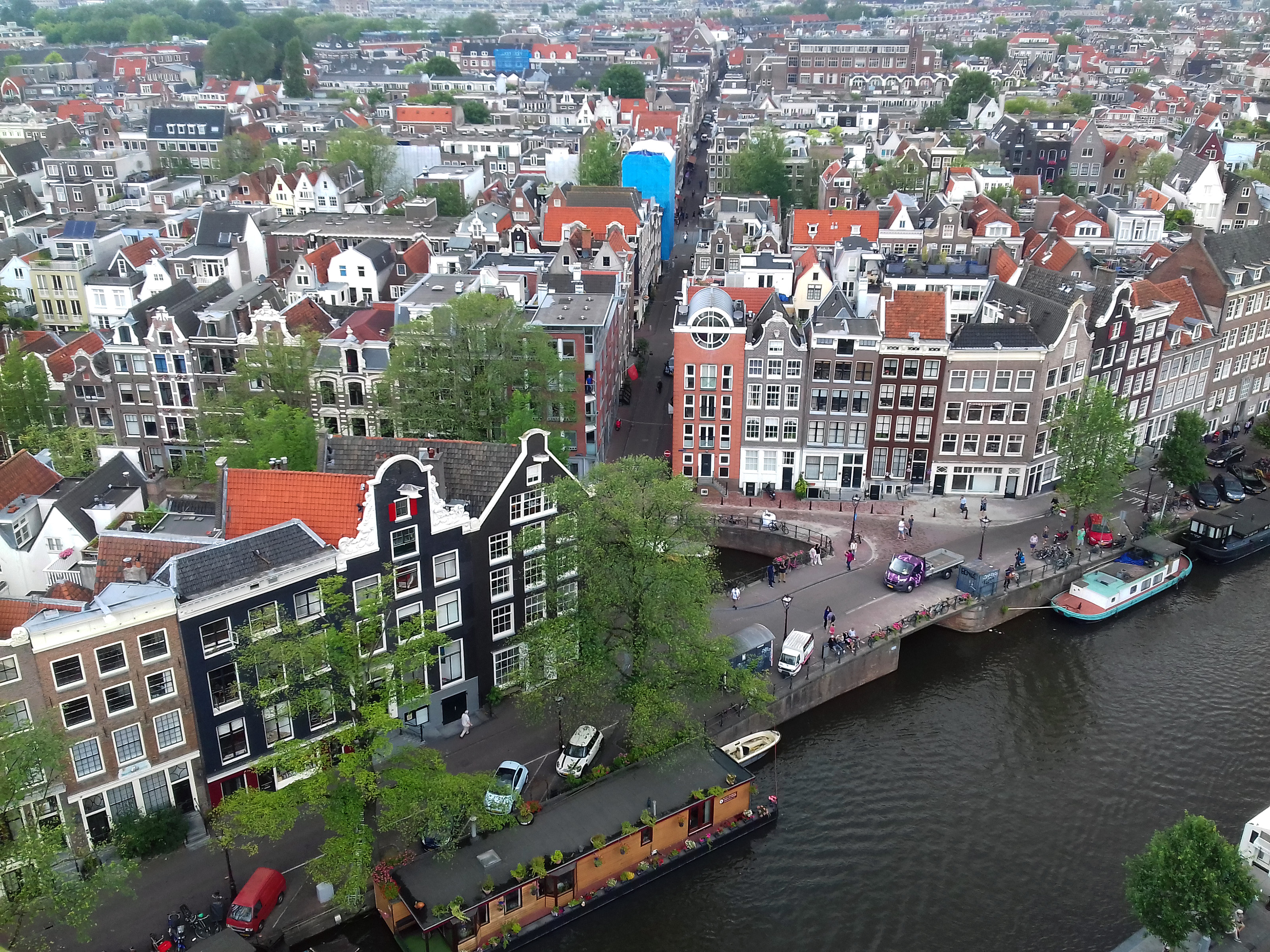
Jordaan em Amsterdã e os canais da cidade.

Na Holanda, os bairros com maior custo por metro quadrado estão principalmente em Amsterdã e Roterdã. Em Amsterdã, o bairro de Jordaan é um dos mais caros, conhecido por suas ruas charmosas e canais. Os preços por metro quadrado podem ultrapassar €5.000.
Outro bairro notável é De Pijp, que também apresenta altos preços devido à sua popularidade e oferta de serviços,  local onde ficava grande parte da antiga Cervejaria Heineken.
Roterdã, embora geralmente mais acessível que Amsterdã, tem áreas como Kop van Zuid que também apresentam preços elevados, especialmente por conta de novos desenvolvimentos e a vista para o rio. Esses preços refletem a alta demanda por imóveis nessas áreas, impulsionada pela qualidade de vida, infraestrutura e a atratividade cultural que essas cidades oferecem.

#### Itália

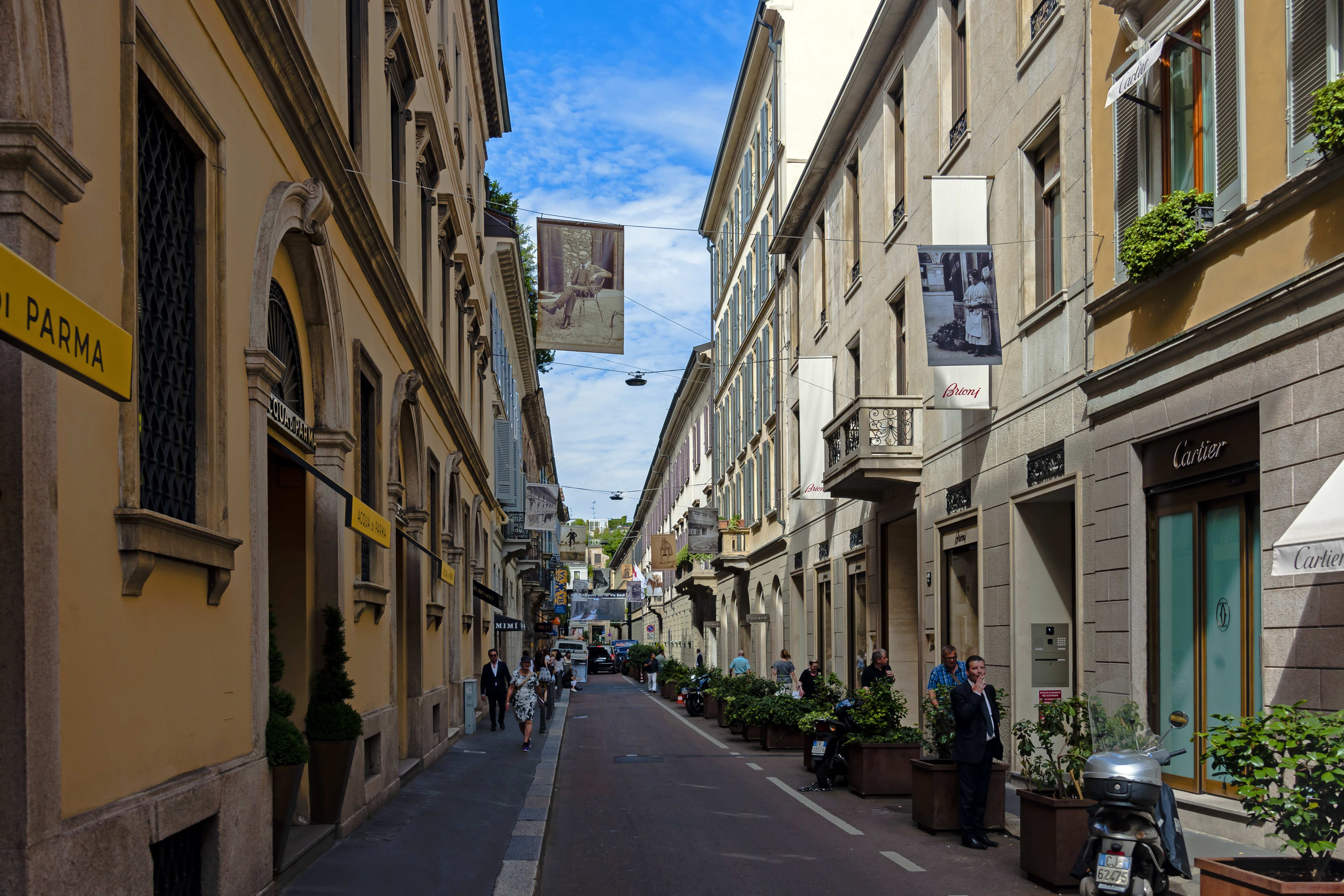
Quadrilatero della Moda em Milão.

Em Roma, as regiões que mais se destacam são: o Centro Storico, o coração histórico da cidade, onde se encontram muitos dos principais pontos turísticos. Os preços do metro quadrado podem ultrapassar 10.000 euros, devido à sua localização privilegiada e à demanda por imóveis históricos. E Trastevere, conhecido por suas ruas charmosas e vida noturna vibrante também apresenta preços elevados, especialmente em áreas mais tranquilas e pitorescas.
Milão, como capital da moda e do design, possui bairros nobres que atraem tanto residentes quanto investidores: Quadrilatero della Moda, área é famosa por suas boutiques de luxo e marcas de alta costura. Os preços do metro quadrado aqui podem chegar a 15.000 euros ou mais, refletindo a exclusividade e o prestígio da localização. E Brera, bairro artístico e cultural, conhecido por suas galerias e restaurantes sofisticados, com preço de metro quadrado também bastante alto.
Em Florença, os bairros nobres incluem: o Centro Histórico, assim como em Roma, o centro histórico de florentino é altamente valorizado, com preços que podem variar bastante, mas que frequentemente superam 6.000 euros por metro quadrado, devido à sua rica herança cultural e arquitetônica. A cidade desempenha um papel importante na moda italiana e está classificada entre as 15 principais capitais da moda do mundo pelo Global Language Monitor; além disso, é um importante centro econômico nacional, bem como um polo turístico e industrial. Além de Oltrarno, localizado do outro lado do rio Arno, é conhecido por suas oficinas de artesanato e atmosfera boêmia, atraindo tanto turistas quanto moradores locais.

#### Noruega
Na Noruega, os bairros com maior custo por metro quadrado estão principalmente em Oslo. O bairro de Majorstuen é um dos mais caros, conhecido por sua localização central e pela proximidade com lojas, restaurantes e serviços. Os preços por metro quadrado em Majorstuen podem ultrapassar NOK 100.000. Outro bairro notável é Frogner, que também apresenta altos preços devido à sua atratividade e à qualidade de vida que oferece. Este bairro é famoso por suas belas ruas, parques e arquitetura histórica. Além disso, áreas como Grünerløkka, que é popular entre jovens e criativos, também têm visto um aumento significativo nos preços, refletindo a demanda por imóveis em locais vibrantes e bem localizados.

#### Portugal

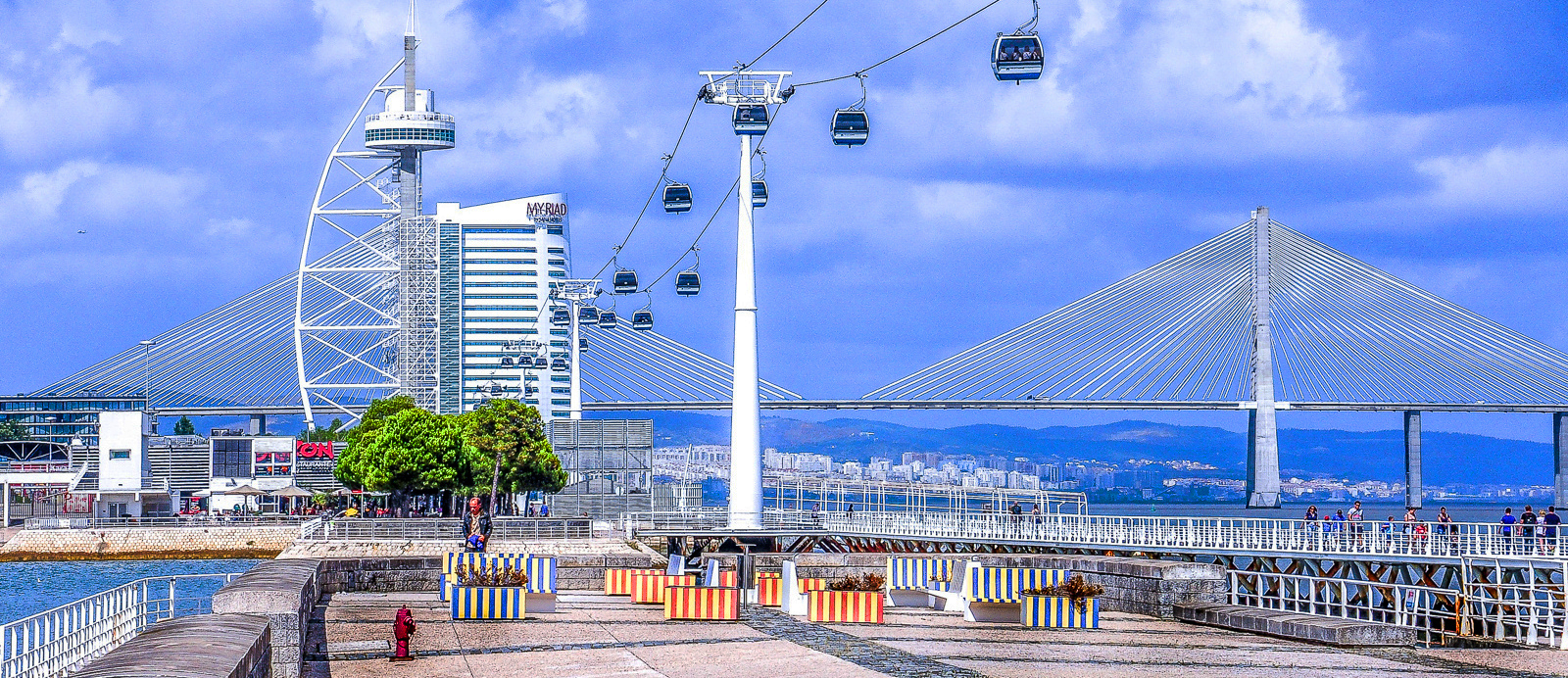
Parque das Nações, bairro criado para Exposição Mundial de 1998 em Lisboa, Portugal.

Nos países hispânófonos não há essa espécie de nomenclatura (nobre) e nos outros lusófonos é pouco utilizada. Em Lisboa, os bairros mais caros incluem: Chiado, um dos mais icônicos e sofisticados da cidade, conhecido por suas lojas de luxo, cafés históricos e uma vibrante vida cultural. O preço do metro quadrado pode ultrapassar 5.000 euros, sendo umas regioes mais caras de Portugal. Além disso tempos os lisboetas: Lapa, Estrela, Parque das Nações e Príncipe Real. No Porto, há o bairro de Foz do Douro, à beira-mar, conhecido por suas vistas deslumbrantes e imóveis de alto padrão. Os preços do metro quadrado giravam em torno de 5000€ m² em abril de 2023.
Cascais, uma cidade costeira próxima a Lisboa, é famosa por suas praias e estilo de vida luxuoso nela está o bairro do Estoril, conhecido por seus cassinos e resorts sendo um dos locais mais caros para se viver no país, com preço de metro quadrado alto.

#### Reino Unido

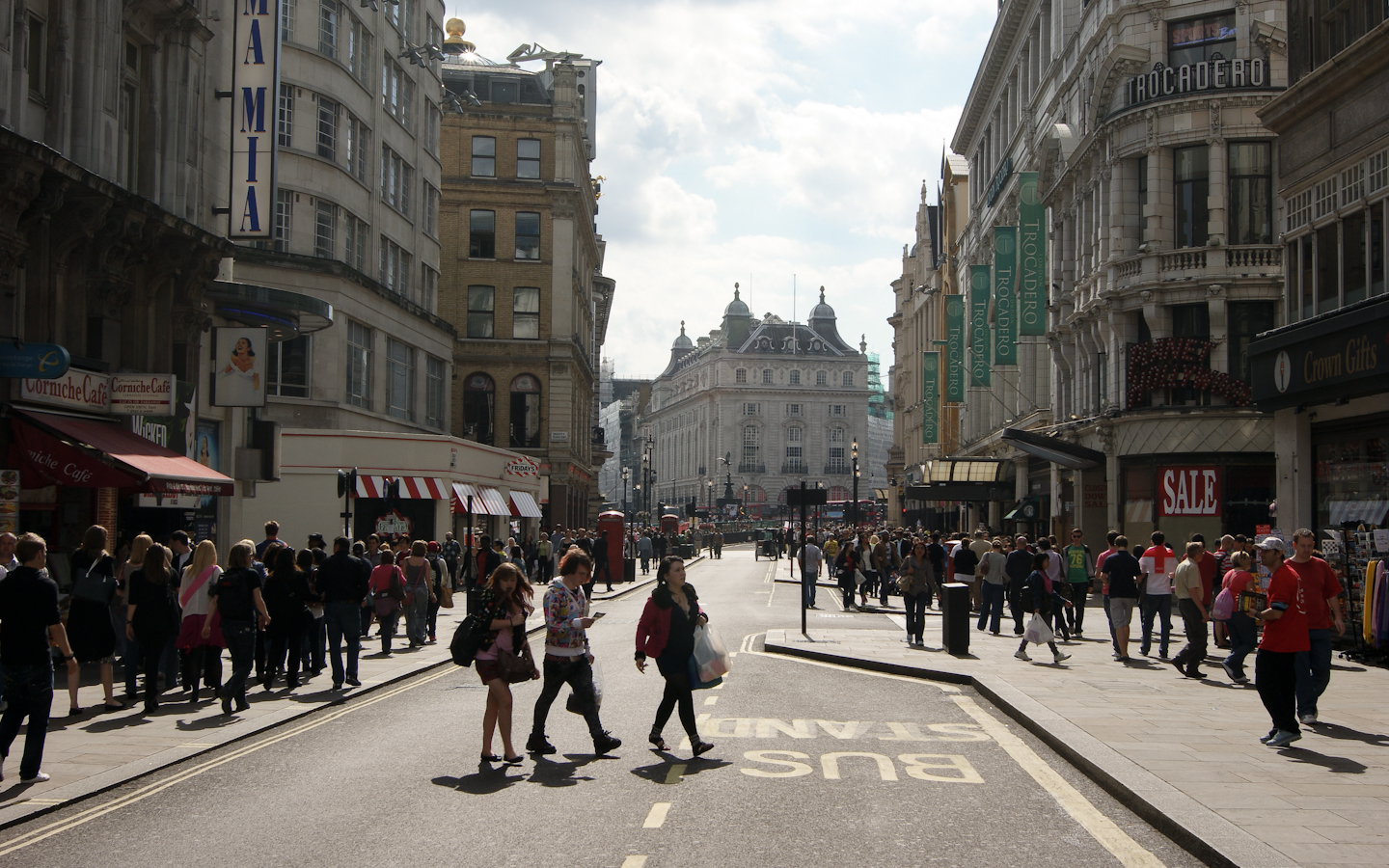
Coventry Street em Mayfair, Londres.

No Reino Unido, os bairros com maior custo por metro quadrado estão principalmente em Londres. A região DE Billionaire's Row é conhecida por ser uma das mais afluetes da cidade e, consequentemente, do país. Essas áreas são famosas por suas residências luxuosas, embaixadas e uma rica história cultural. Os preços por metro quadrado podem facilmente ultrapassar £10.000 (cerca de USD 12.000), refletindo a exclusividade e a demanda por imóveis nessas regiões. Outro bairro notável é Mayfair, que é sinônimo de luxo e sofisticação, com uma localização central próxima ao Hyde Park e a várias lojas de grife. Os preços por metro quadrado em Mayfair são igualmente elevados, atraindo uma clientela internacional. Belgravia também é um dos bairros mais caros, conhecido por suas elegantes praças e arquitetura georgiana. A proximidade com o Palácio de Buckingham e outras atrações turísticas aumenta ainda mais o valor dos imóveis na área.

#### Rússia

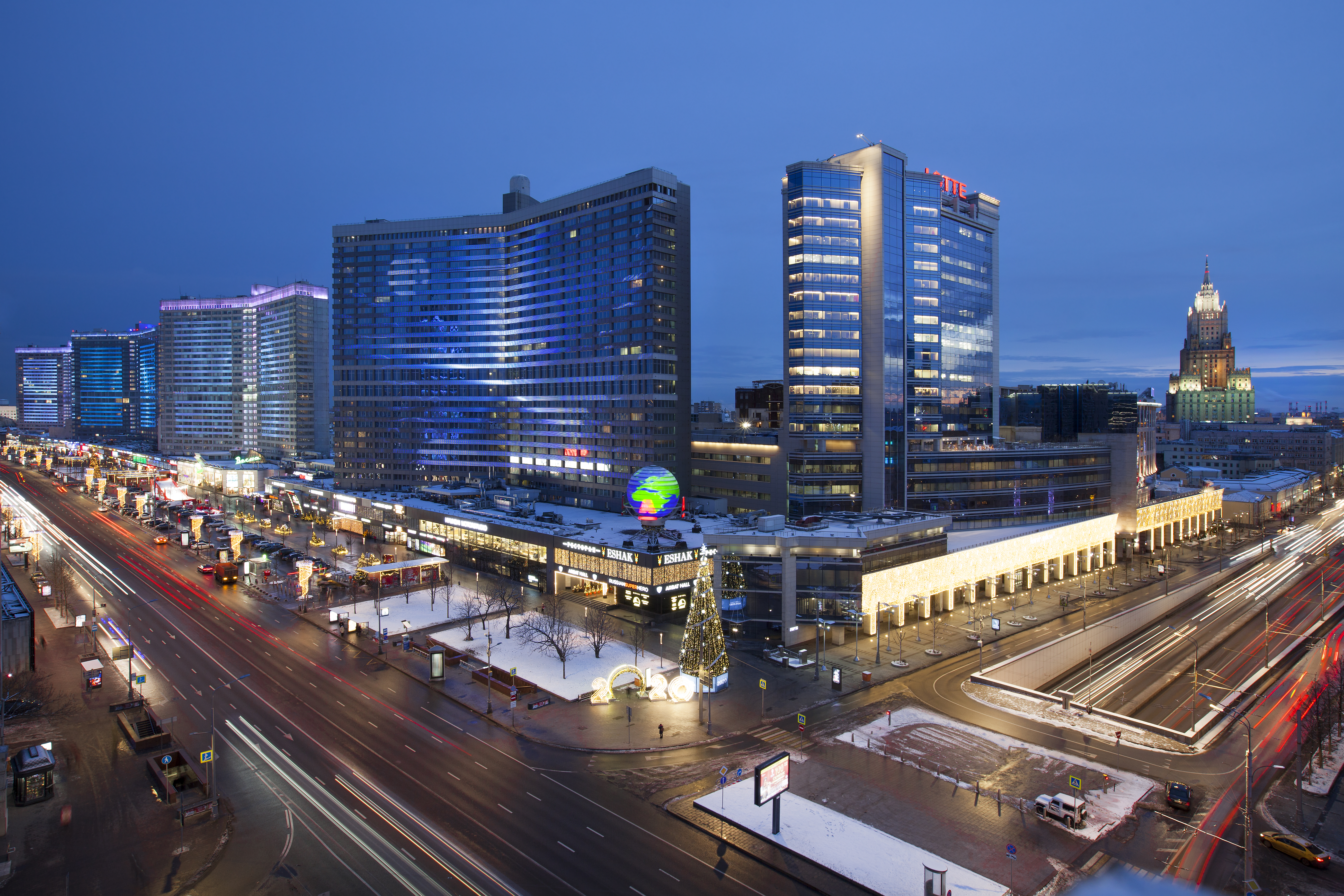
New Arbat (Арба́т), Moscou, Rússia.

O fenômeno dos bairros nobres se tornou mais comum após a desintegração do estado comunista e da União Soviética. O mais conhecido destes bairros é Rubliovka. A denominação Rubliovka, que é frequentemente usada na mídia e cultura russáfona, é derivada da rodovia Rubliovo-Uspenskoie ao oeste de Moscou, em torno da qual o bairro é concentrada. Efetivamente, Rubliovka não é um distrito oficial ou nem mesmo oficialmente delimitado, ele é teoricamente constituído de condomínios fechados, como: Jukovka, Barvikha, Gorky-2, Gorky-10 e Serebriany Bor (Pinho Prata).
No final do século XVIII moraram nele 16 clãs principescos e 5 clãs condais. Mas o bairro se enobreceu nos anos 1910, graças à datcha de Josef Stalin. Logo depois disso, uns estadistas soviéticos e uns membros da intelligentsia construíram seus datchas na vizinhança. Nos anos 2000, em diante, o bairro é um dos redutos dos membros do elite política (entre outros: Dmitri Medvedev, Vladimir Putin e Mikhail Gorbatchev), oligarcas e celebridades moscovitas. O solo de Rubliovka é hoje o mais caro do Oblast de Moscou e de todos os países pós-soviéticos. Conforme o jornal Forbes, uma das mansões localizadas aqui está incluida na lista das 5 propriedades mais caras do mundo.
Este fenômeno existe em São Petersburgo também. A costa meridional da Baía da Neva foi uma região nobre desde a era czarista, onde se situam numerosos palácios. Os condomínios fechados contemporâneos são concentrados ao redor do burgo Olgino, perto de Peterhof.
Devido ao acréscimo das cidades, os bairros supracitados não são mais considerados como zona rural, e sim subúrbios. Bairros nobres tradicionais nas cidades intra-muros são concentrados ao redor do dique do rio Moika em São Petersburgo, dos bairros kievanos Lipki e Gontchary-Kogemiaki (recém desenvolvido), em Moscou – ao redor das ruas Ostogenka (a mais cara) e Arbat, e na Perspectiva Kutuzovski, nas Lagoas Patriarcais e nas Lagoas Limpas.

#### Suécia

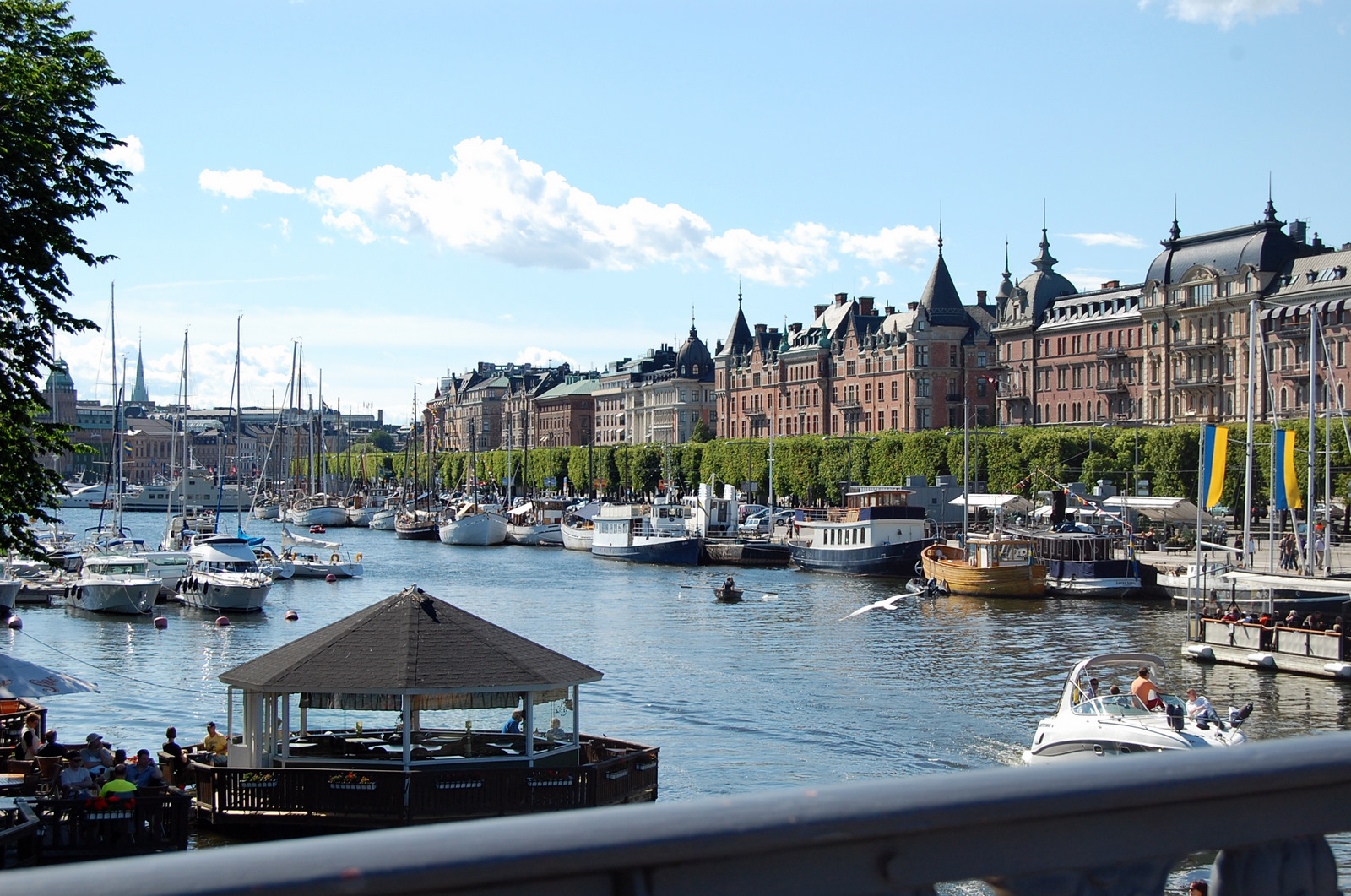
Östermalm em Estocolmo.

Na Suécia, os bairros com maior custo por metro quadrado estão principalmente em Estocolmo e Gotemburgo. Em Estocolmo, o bairro de Östermalm é conhecido por ser um dos mais caros, com preços que podem ultrapassar SEK 100.000 por metro quadrado. Este bairro é famoso por suas lojas de luxo, restaurantes sofisticados e uma alta qualidade de vida. Outro bairro notável em Estocolmo é Södermalm, que, embora seja um pouco mais acessível, ainda apresenta preços elevados devido à sua popularidade entre jovens e criativos. Em Gotemburgo, o bairro de Linnéstaden também se destaca, com preços por metro quadrado que podem ser bastante altos, refletindo a demanda por imóveis em áreas centrais e bem localizadas.

#### Suíça
Na Suíça, os bairros com maior custo por metro quadrado estão principalmente em Zurique e Lucerna. Em Zurique, o bairro mais caro é Zurich Altstadt, onde o preço médio do metro quadrado chega a CHF 12.250 (aproximadamente US$ 13.000). Este valor reflete a alta demanda por imóveis em uma das cidades mais vibrantes e economicamente estáveis da Europa. Lucerna também se destaca, especialmente em áreas centrais, onde o custo do metro quadrado pode alcançar CHF 8.500. Este aumento significativo nos preços, que subiu 82% desde 2007, demonstra a valorização do mercado imobiliário na região. Esses preços elevados são impulsionados pela qualidade de vida, infraestrutura de alta qualidade e a atratividade das cidades suíças, que atraem tanto residentes locais quanto investidores internacionais.

#### Ucrânia
Na Ucrânia, o bairro nobre de maior destaque é Pechersk, um dos mais caros de Kiev, conhecido por suas residências de luxo, embaixadas e proximidade com o centro da cidade. Os preços por metro quadrado em Pechersk são elevados devido à sua localização privilegiada e à qualidade dos imóveis. Outro bairro notável é Shevchenkivskyi, que também apresenta altos preços por metro quadrado. Este bairro é famoso por sua rica história, arquitetura e proximidade com atrações culturais e educacionais importantes. Kontcha-Zaspa, ao sul de Kiev, composto de condomínios fechados, rodeia a Chaussée Stolitchnaia (Rodovia da capital). Sendo o lado esquerdo da rodovia é considerado como o de maior valor. Kontcha-Zaspa é afamado na Ucrânia por seu solo caro e seus habitantes aburguesados, oligarcas, personalidades eminentes, estadistas e os ex-presidentes Leonid Kutchma e Viktor Yushchenko.

### Oceania

#### Austrália
Em Sydney, Point Piper é um dos bairros mais exclusivos, conhecido por suas vistas deslumbrantes do porto e imóveis luxuosos. O preço do metro quadrado pode ultrapassar 20.000 AUD, tornando-o um dos mais caros do país. Vaucluse é outro bairro à beira-mar, famoso por suas mansões e acesso a praias, com preços de metro quadrado também muito elevados. Em Melbourne temos Toorak, considerado o bairro mais rico de Melbourne, Toorak é conhecido por suas grandes propriedades e jardins. Os preços do metro quadrado podem chegar a 15.000 AUD ou mais.

## Ficção

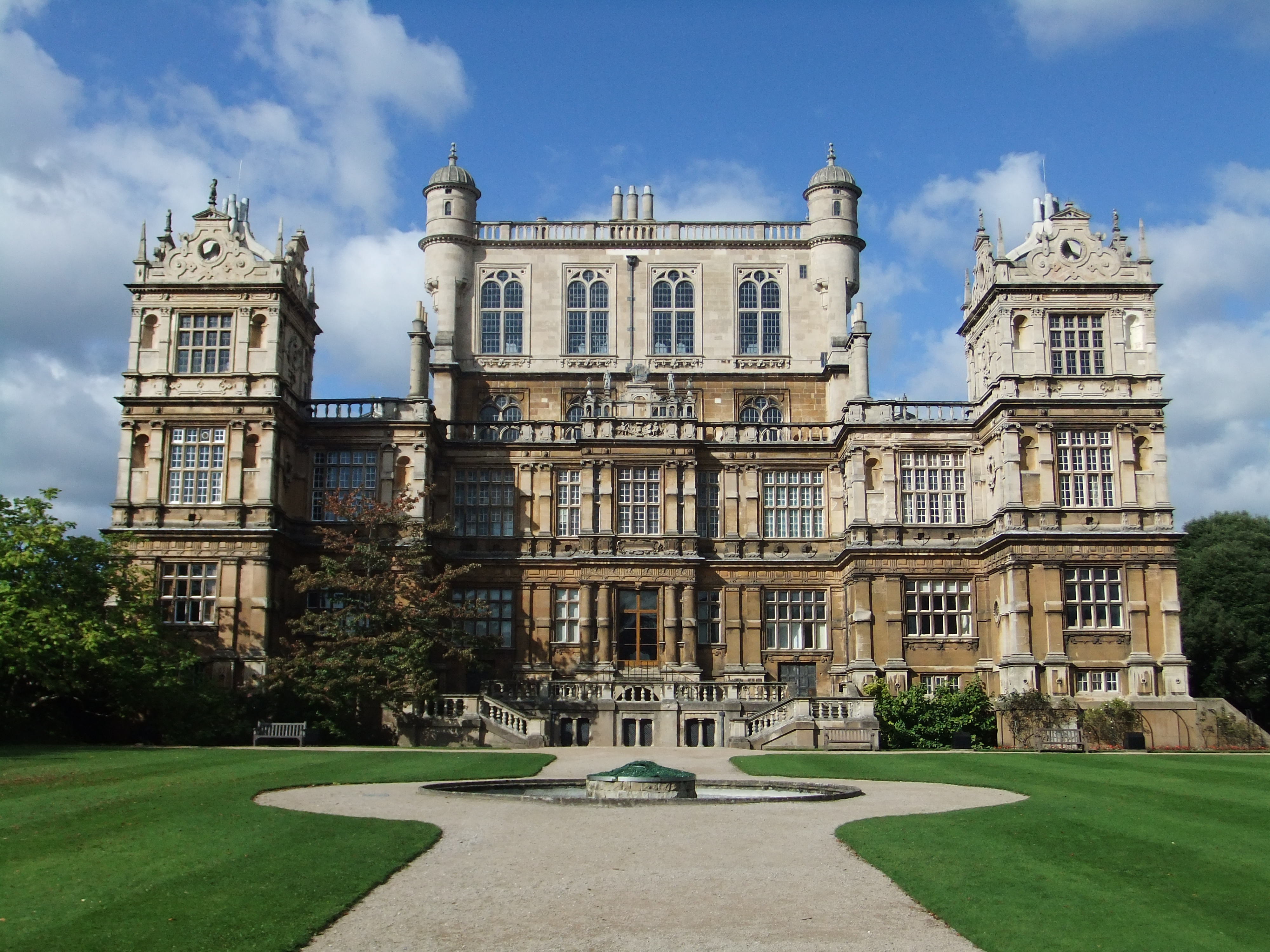
Nas produções cinematográficas, diversas propriedades históricas inglesas têm servido de locação para a área externa da Mansão Wayne. Wollaton Hall, utilizada como Mansão Wayne na Trilogia Cavaleiro das Trevas.

Na franquia Batman da editora norte-americana DC Comics o bairro nobre de Bristol Township, ou somente Bristol, localizado no condado de Gotham, é conhecido por abrigar as Primeiras Famílias de Gotham, que são a aristocracia que tem ojeriza de viver na metrópole de Gotham City. A área é caracterizada por um ambiente suburbano, arborizado, de casário horizontal, com destaque para Crest Hill, que é um dos subúrbios mais proeminentes da região. A fundação do bairro remonta à Guerra Revolucionária, quando a Família Wayne, por Darius Wayne, construiu a Mansão Wayne.
A área é vista como um refúgio para aqueles que buscam um estilo de vida mais tranquilo, longe da agitação e dos perigos que caracterizam Gotham City, as mais ricas residências são rodeadas por centenas de acres de terra. O bairro é conhecido como playground dos ricos e famosos, dando-se ao luxo de possuir diversos ancoradouros de iates, além da Galeria de Celebridades de Gotham.